# Anthelidae
Gli Antelidi (Anthelidae Turner, 1904) sono una famiglia di lepidotteri, diffusa esclusivamente in Oceania con 94 specie.

## Etimologia
Il nome del genere tipo di questa famiglia, Anthela Walker, 1855, deriva dal termine greco ἀνϑήλη (anthele), a sua volta una modificazione di ἄνϑος (antos, fiore).

## Descrizione

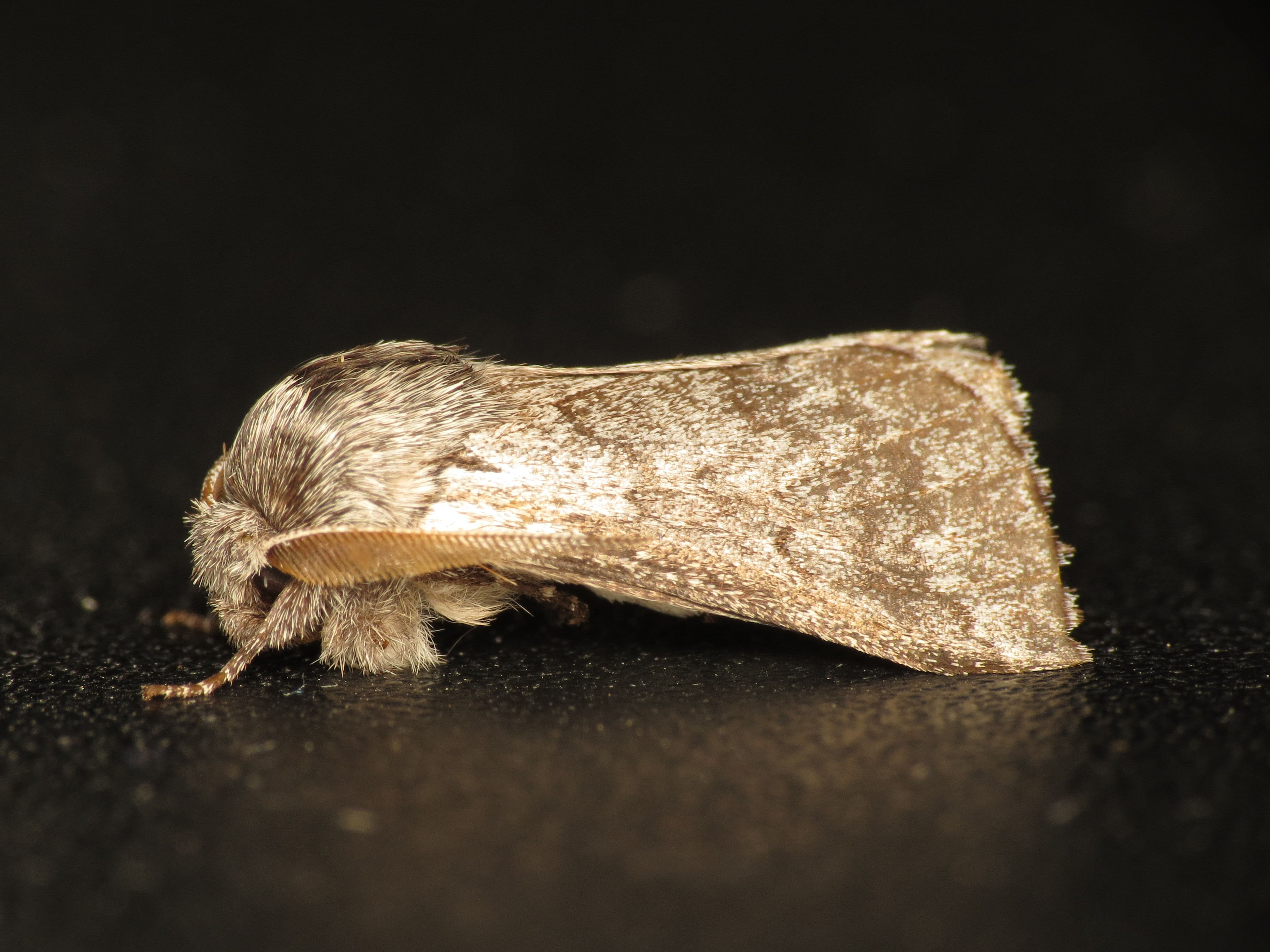
Munychryia senicula (Munychryiinae)

Si tratta di falene eteroneure appartenenti ai Ditrysia, di dimensione da medio-piccola a molto grande (apertura alare compresa tra 22 e 162 mm), con abitudini tendenzialmente notturne o crepuscolari, e solitamente dotate di buona capacità di volo. Il corpo tende ad essere alquanto robusto e in particolare il torace e l'addome appaiono spesso ricoperti da una fitta peluria.
La famiglia rivela forti affinità con i Lasiocampidae, tanto che in passato veniva inserita nei Lasiocampoidea. È possibile distinguere quattro caratteri autapomorfici per questo taxon: 1) ala anteriore provvista di una sorta di plica obliqua, oppure di una nervatura trasversale incompleta tra R ed Rs, in prossimità dell'apice dell'areola; 2) ala anteriore priva di spinarea; 3) ala posteriore con base di M2 nettamente più vicina a M3 che a M1; 4) nel maschio, primo segmento addominale munito di processi conici postspiracolari, di origine tergale.

### Adulto

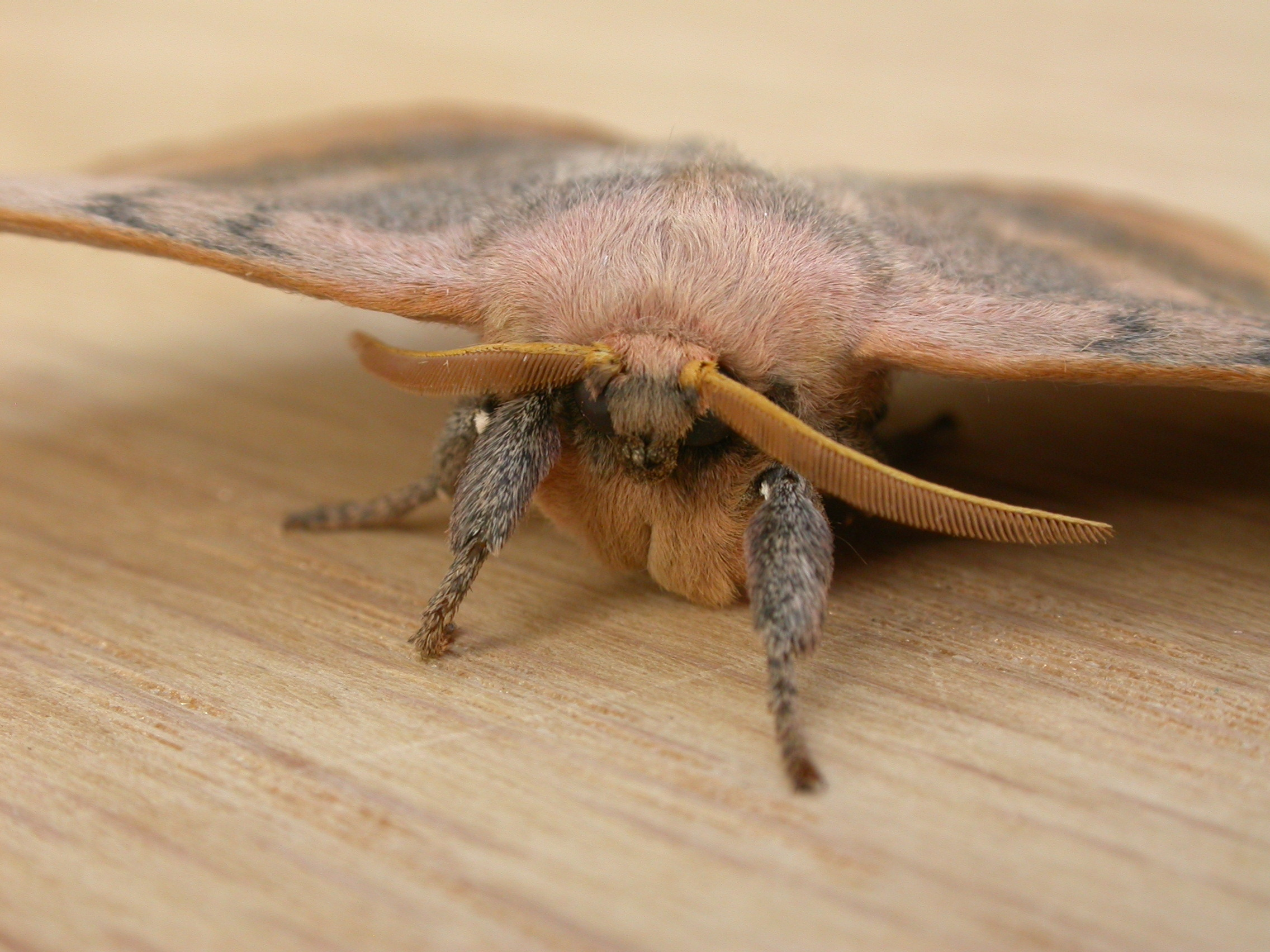
Antenne bipettinate in Anthela varia (Anthelinae)

#### Capo
Il capo appare rivestito di scaglie piliformi.
L'occhio composto può rivelare in rari casi la presenza di setole interommatidiali, come nel caso di Chelepteryx. Non sono presenti ocelli funzionali.
Le antenne dei maschi sono bipettinate fino all'apice, ma talvolta anche tripettinate, nel caso in cui l'asse centrale dell'antennomero, che di norma è rivestito di fitte scaglie, presenti un'ulteriore dentellatura ventrale più o meno pronunciata; nelle femmine, al contrario, la struttura delle antenne può essere affine a quella dei maschi, oppure, a seconda dei casi, anche unipettinata o dentellata, o addirittura pressoché filiforme.

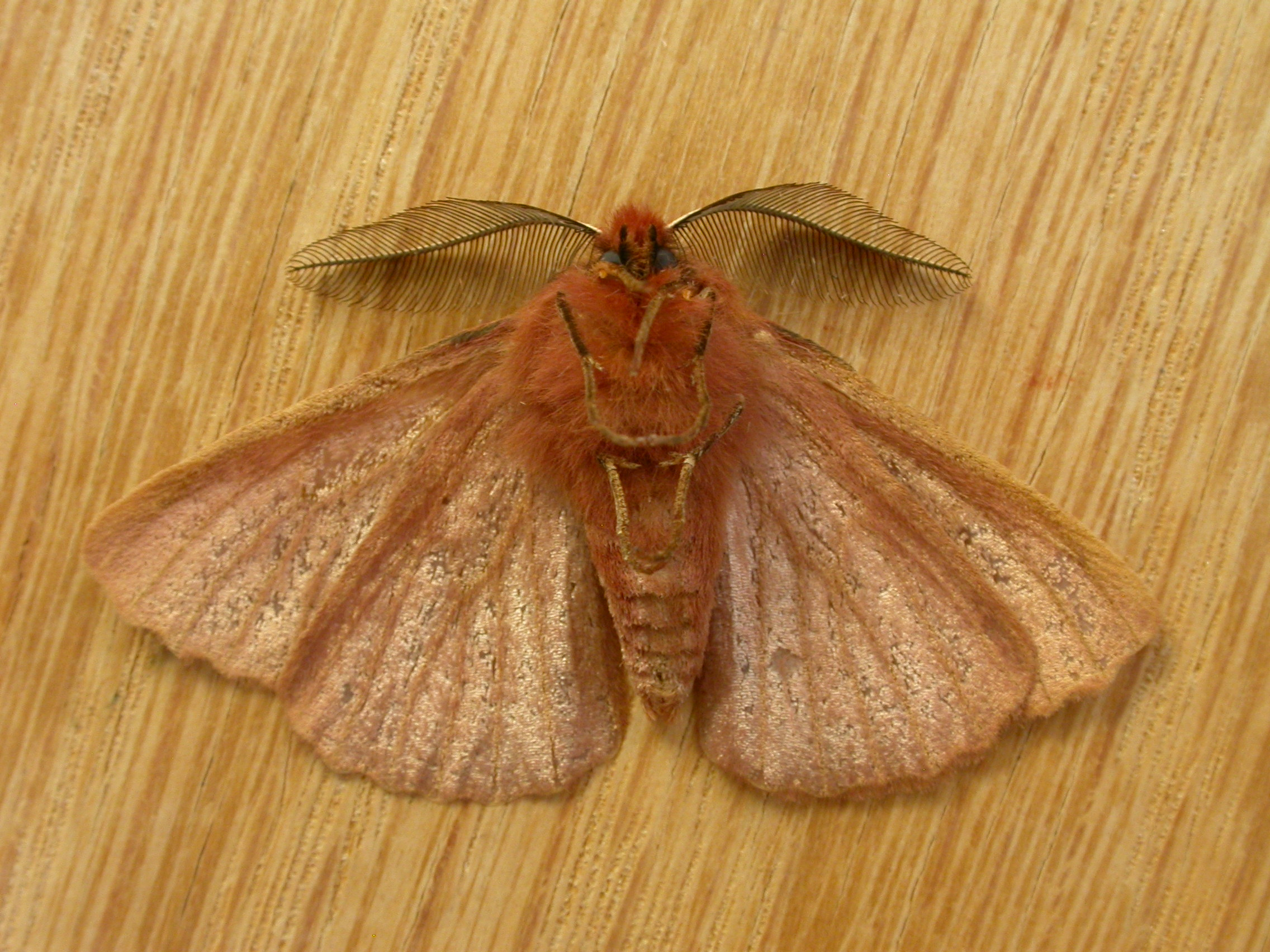
Pterolocera leucocera (Anthelinae)

Le appendici boccali sono solitamente ridotte oppure del tutto assenti. Le setole dei lobi piliferi sono relativamente sviluppate solo in Munychryia, mentre altrove sono assenti o fortemente ridotte. I palpi mascellari sono vestigiali, mentre quelli labiali possono essere da ridotti a molto sviluppati, e diritti o ascendenti (di solito più lunghi nei maschi); il primo articolo non rivela la presenza di un organo con struttura simile a quella dei chaetosemata. La spirotromba è di regola ridotta o del tutto assente, con la sola eccezione di Munychryia, in cui è allungata, priva di scaglie e provvista di sensilli carenati.

#### Torace
Il processo ventrale della tegula può talora terminare con una punta alquanto acuminata. Non sono presenti organi timpanici toracici. Nelle femmine di diverse specie di Pterolocera è presente il fenomeno del micropterismo.

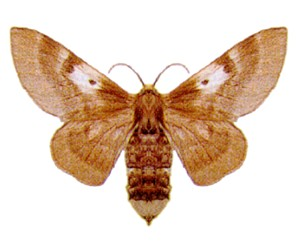
Nataxa flavescens (Anthelinae)

Nell'ala anteriore, di solito si può notare la presenza di un'areola allungata, dal cui apice dipartono le sezioni distali di Rs1, Rs2, Rs3 ed Rs4; nel genere Gephyroneura, la suddetta areola risulta più corta poiché Rs1, Rs2, Rs3 ed Rs4 si uniscono a livello più prossimale; nella parte distale dell'areola, sono spesso presenti due nervature trasversali: una prima tra Rs1 ed Rs2, oltre a una seconda, spesso incompleta o sostituita da una plica, tra R ed Rs1. M2 corre di regola più ravvicinata a M3 che a M1. CuA1 e CuA2 sono chiaramente separate e distinguibili, mentre manca CuP. 1A+2A mostra una netta biforcazione nella regione basale.
Nell'ala posteriore, provvista di una venulazione decisamente più ridotta, Sc è connessa al margine superiore della cellula discale tramite una nervatura trasversale, solitamente molto sottile o comunque di lunghezza ridotta. Rs ed M1 sono spesso unite per un breve tratto, e come nell'ala anteriore, M2 parte in posizione più ravvicinata a M3 che a M1. Manca CuP, mentre 3A è presente e ben definita.
L'accoppiamento alare è del tipo "frenato" nei maschi e amplessiforme nelle femmine, col mantenimento della sola parte basale del frenulum. La spinarea è assente e di solito l'apice è arrotondato o lievemente appuntito, ma solo in poche specie appare falcato, come nel caso di alcune Anthela.

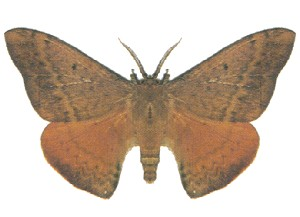
Chenuala heliaspis (Anthelinae)

Nelle zampe, l'epifisi è sempre presente nei maschi, ma di solito è fortemente ridotta o assente nelle femmine, mentre gli speroni tibiali, solitamente non molto lunghi, possono avere formula 0-2-2, oppure 0-2-3 o anche 0-2-4, come in Chelepteryx e Munychryia; fatta eccezione per quest'ultima, le tibie possono rivelare la presenza di diverse spinule, così come i tarsomeri. Arolio e pulvilli sono sempre presenti, questi ultimi provvisti di un lobo dorsale o di processi setiformi alquanto sviluppati. Le unghie hanno struttura semplice, priva di dentellatura ventrale.

#### Addome
L'addome è alquanto tozzo in entrambi i sessi e, come il torace, risulta privo di organi timpanici; è rivestito da fitte scaglie piliformi.

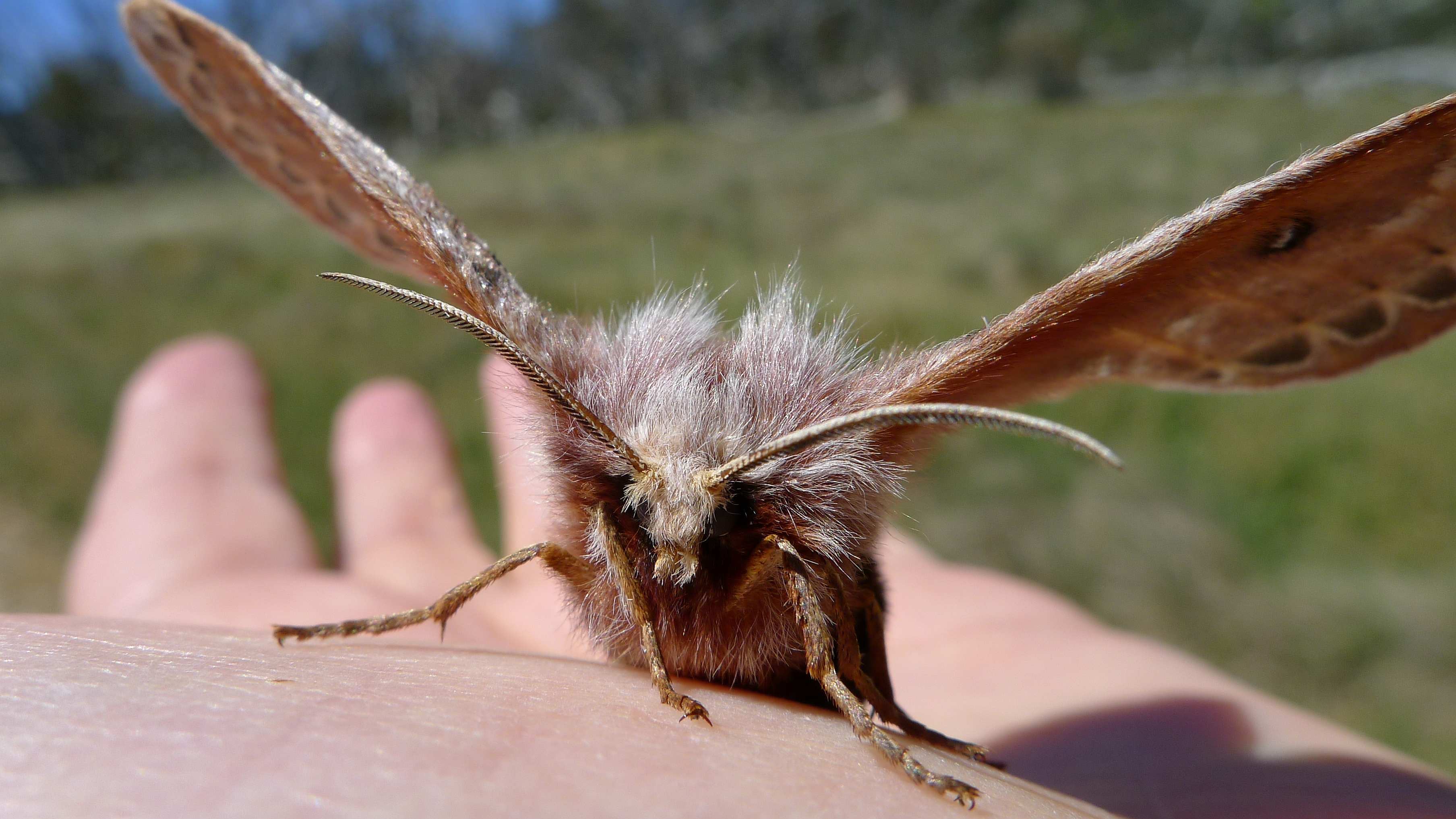
Anthela oressarcha (Anthelinae)

Ai lati del primo tergite si osservano due ispessimenti che, nel maschio, proseguono postero-lateralmente fino a terminare con due processi conici, situati caudalmente rispetto al primo paio di spiracoli. Il secondo sternite non presenta strutture di connessione con i tergiti, ma è provvisto di brevi apodemi anteriori, benché di solito non siano ravvisabili venulae ben sviluppate. Nei maschi, inoltre, lo sternite del segmento VIII è spesso appiattito, ma talvolta appare ridotto e poco sclerificato.
Nell'apparato riproduttore maschile, tegumen e vinculum sono sclerificati assieme; le valvae sono alquanto sviluppate; lo gnathos può essere presente, come in Chelepteryx, oppure vestigiale o del tutto assente, così come i socii; l'uncus può avere una forma semplice oppure tronca, o ancora divisa in due lobi; l'edeago è cilindrico e di solito provvisto anteriormente di un coecum penis e di un cornutus.

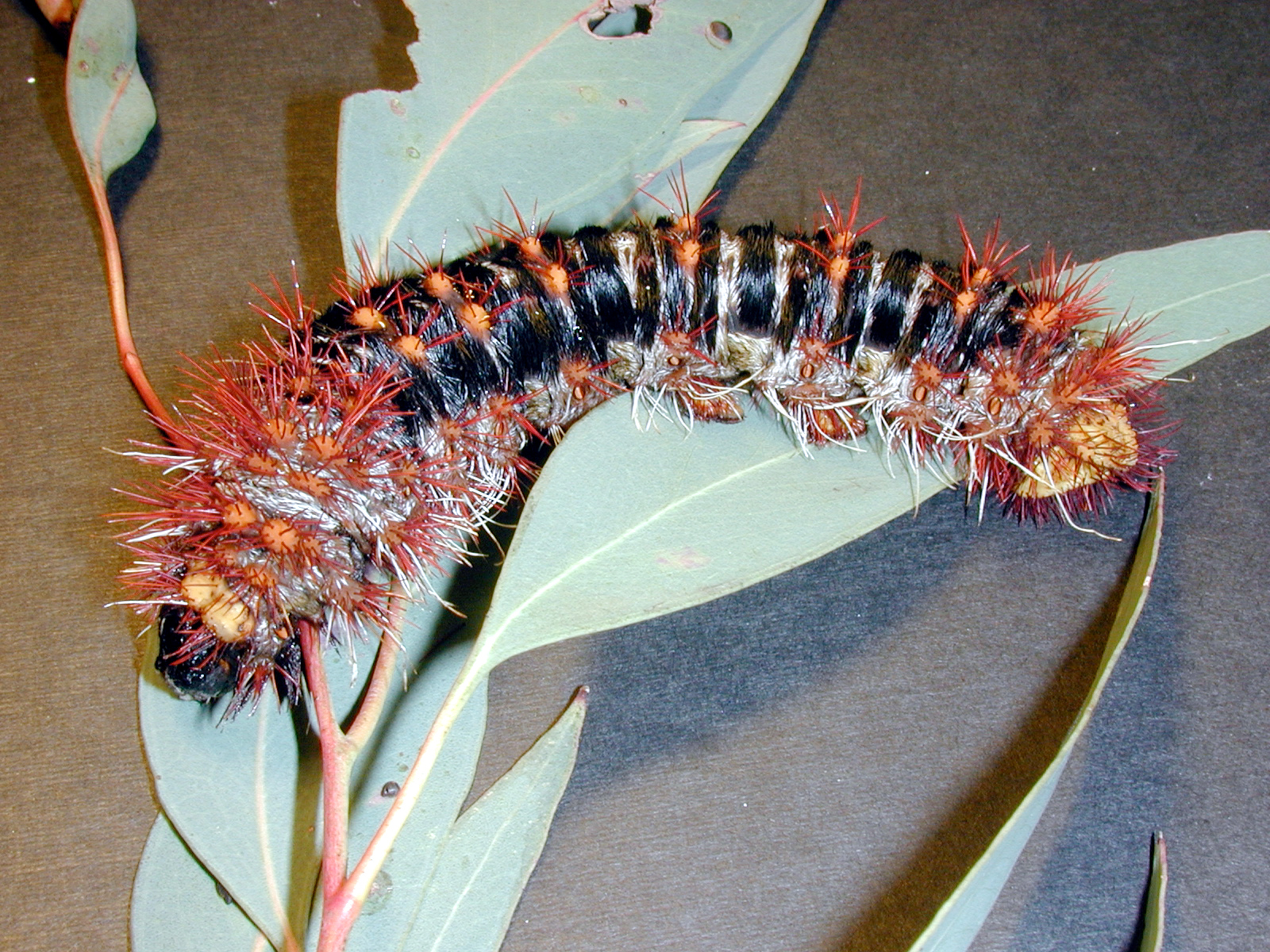
Larva di Chelepteryx collesi (Anthelinae)

Nel genitale femminile, la bursa copulatrix non è mai molto grande, e sul corpus bursae è talvolta presente un signum ricurvo; l'ostium bursae è posizionato nella parte anteriore o centrale della superficie ventrale dell'VIII somite; le gonapofisi non sono di norma molto allungate; le papille anali possono essere ben sviluppate, oppure fortemente ridotte, come in Munychryia.

### Uovo
L'uovo è del tipo appiattito, con una forma grosso modo ovoidale; una delle due estremità, lievemente più scura e allargata dell'altra, regge il micropilo. Il chorion appare liscio, in alcuni casi traslucido oppure punteggiato di piccoli segni più scuri.
Le uova vengono deposte singolarmente o in piccoli gruppi, talvolta con una geometria molto caratteristica.

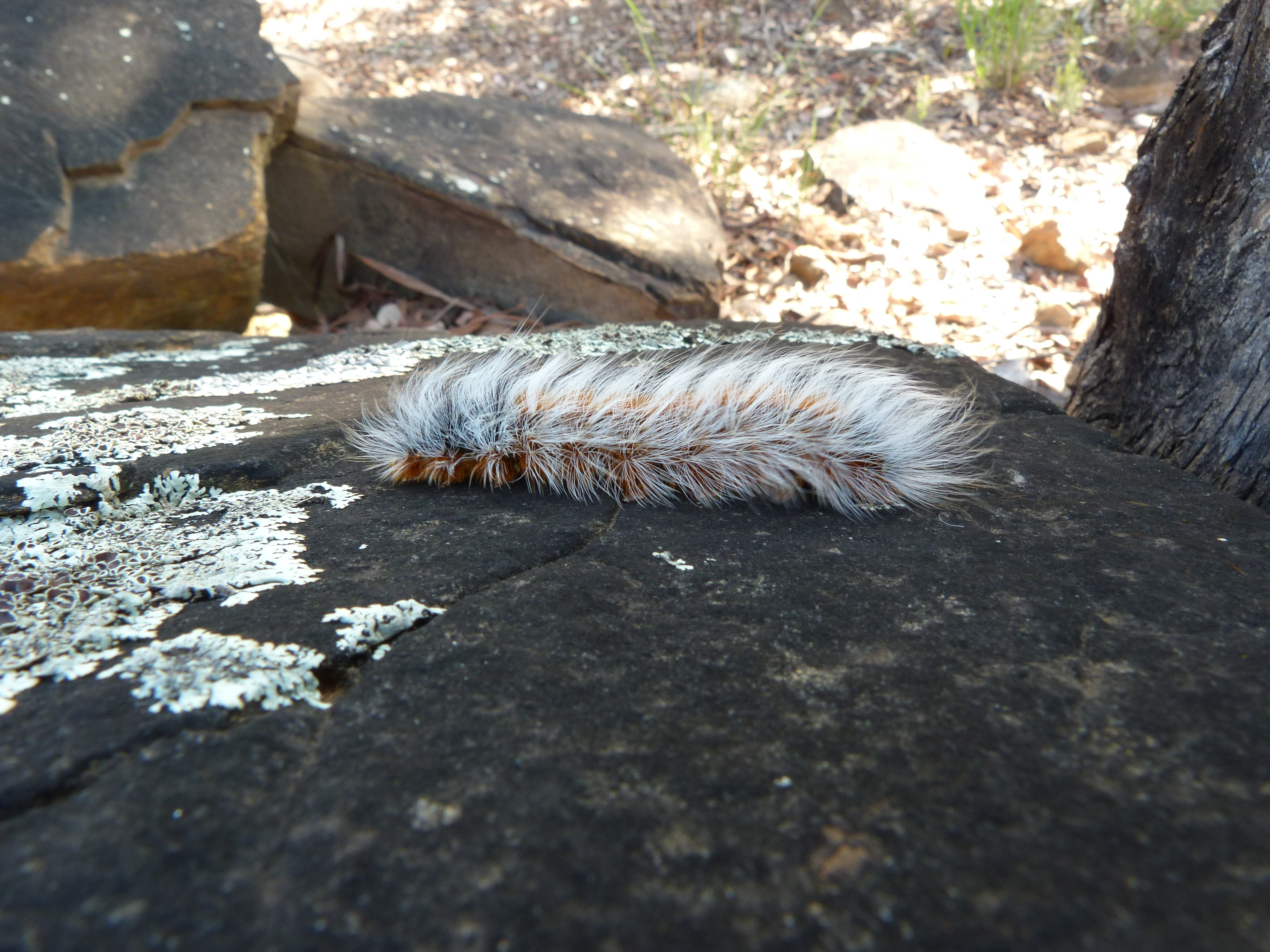
Larva di Anthela varia (Anthelinae)

### Larva
La larva di I età può presentare parecchie setole secondarie, come nelle Anthelinae, oppure poche, come nelle Muniychryiinae. Al contrario, la larva matura presenta sempre numerose setole secondarie, che possono essere a forma di spine oppure piumose, nel caso delle Anthelinae (peraltro provviste di verrucae ben definite), ma anche piccole e a forma di spatola, come nelle Munychryiinae.

#### Capo
Il capo è di solito non molto grande rispetto al resto del corpo, soprattutto negli ultimi stadi di sviluppo, con un apparato boccale di tipo ipognato. Sono presenti sei stemmata per lato, di solito disposti su un arco più o meno regolare.

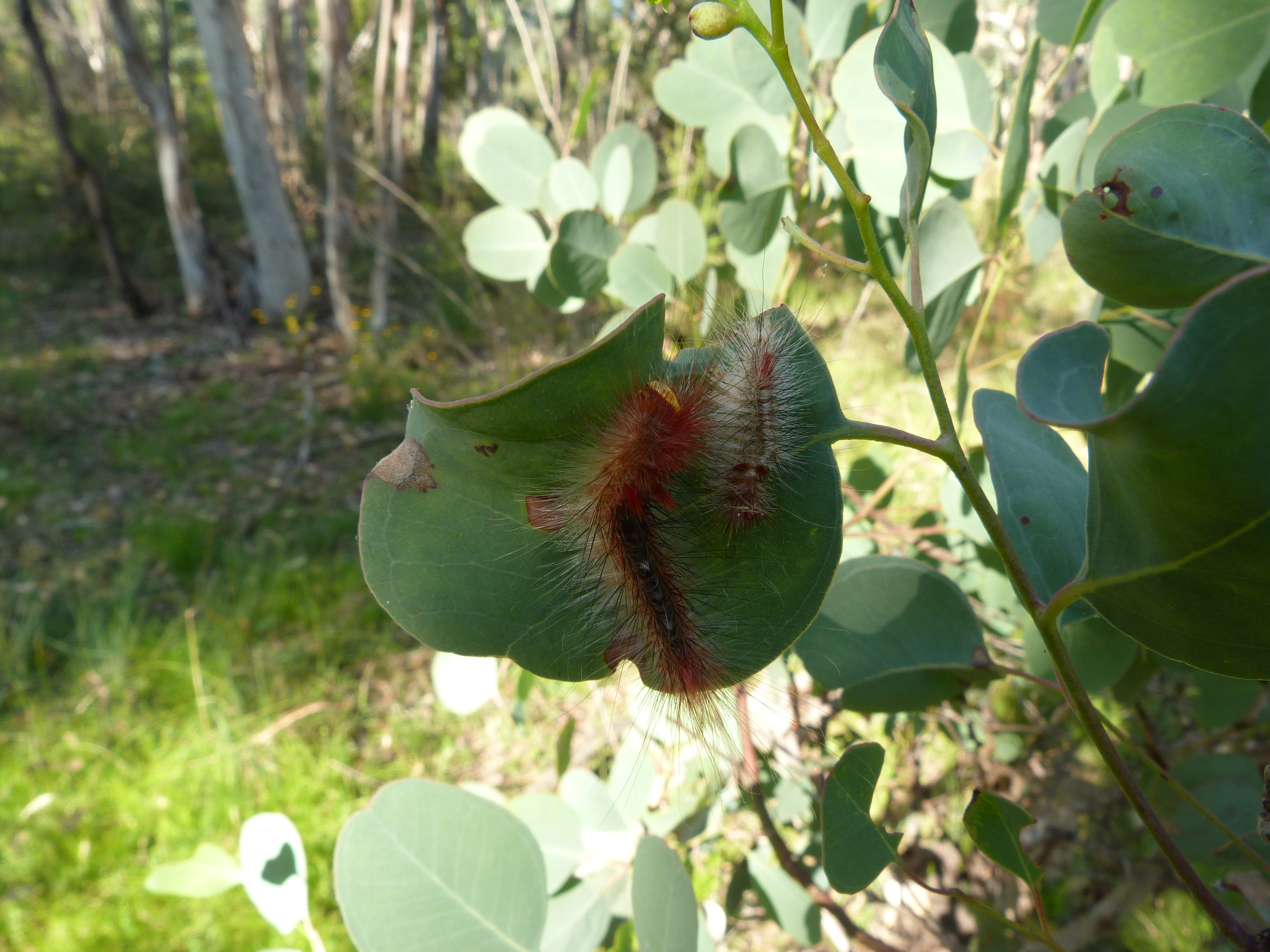
Larva di Chenuala heliaspis (Anthelinae), accanto all'exuvia

La sclerificazione è alquanto marcata, e spesso si osserva una pigmentazione più o meno accentuata, con una zona mediofrontale più chiara.

#### Torace
Nel torace, i segmenti hanno tutti dimensioni alquanto simili, e sono rivestiti di una fitta peluria, spesso urticante. Le zampe protoraciche sono più sviluppate delle altre.

#### Addome
Nell'addome delle Anthelinae si osserva una coppia di verruche dorsali in A1, due coppie (D1 e D2) sui segmenti A2-A7, e una sola verruca in posizione mediodorsale in A8.
La larva matura presenta cinque coppie di pseudozampe, robuste ma non molto allungate, sui segmenti III-VI e X; l'ultimo paio di pseudopodi, quello anale, appare spesso più sviluppato dei precedenti, e nelle Munychryiinae appare nettamente appuntito. Nelle pseudozampe, gli uncini sono di regola robusti e disposti su linee ellittiche incomplete, costituite da due o più ordini nelle Anthelinae, ma su un singolo ordine nelle Munychryiinae.

### Pupa
Nelle Munychryiinae la pupa è obtecta, alquanto tozza e ben sclerificata, con le appendici fuse tra loro e col resto del corpo. I palpi mascellari sono assenti, mentre la spirotromba raggiunge la punta delle ali. Le antenne sono relativamente corte (circa i tre quarti della lunghezza dell'ala) e i palpi labiali risultano esposti. L'addome è munito di due soli segmenti mobili, A5 e A6, facilmente distinguibili; può terminare con una coppia di brevi processi appuntiti, ma non sono presenti setole del cremaster.
Nelle Anthelinae, la pupa è obtecta, decisamente tozza e provvista di un capo arrotondato. I palpi mascellari sono assenti e la spirotromba è rappresentata da un paio di piccoli lobi. Le antenne sono corte (circa i due terzi della lunghezza dell'ala) e solo una piccola porzione dei palpi labiali è esposta. Il cremaster è assente, ma si osservano poche setole uncinate all'estremità anale.
Il bozzolo è opaco, e spesso incorpora parte delle setole della larva; in alcune specie può essere rinvenuto sotto terra.

## Biologia

### Ciclo biologico

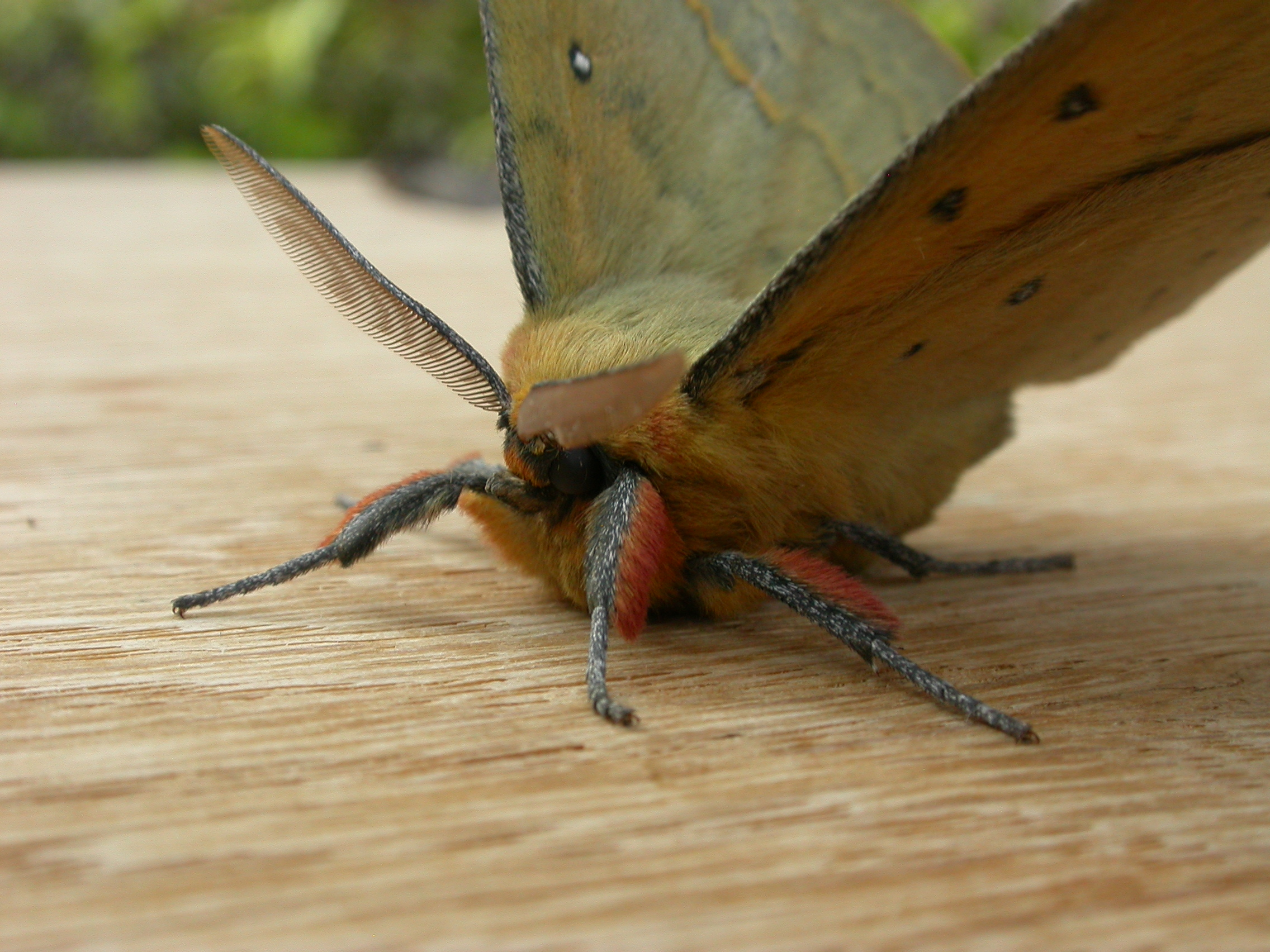
Anthela nicothoe (Anthelinae)

Gli adulti sono prevalentemente notturni, con un'attrazione per la luce più accentuata nei maschi; va tuttavia segnalato che i maschi di Anthela connexa sono al contrario attivi durante il giorno, tanto da essere talvolta confusi con delle Satyrinae.
Nella fase immaginale delle Munychryiinae, la spirotromba è ben sviluppata e presumibilmente funzionante, sebbene le abitudini alimentari di queste falene siano poco note. Al contrario, nelle Anthelinae lo stadio adulto è incapace di alimentarsi.
È probabile che l'accoppiamento avvenga subito dopo l'emersione delle femmine dai bozzoli, considerato che quelle che vengono attratte dalle fonti luminose, tendono a deporre immediatamente uova già fecondate.
Tranne poche eccezioni, anche le larve sono principalmente attive nelle ore di buio, e non si registra il fenomeno del gregarismo.
L'impupamento può aver luogo in un bozzolo fissato alla pianta nutrice, oppure nella lettiera superficiale del sottobosco. In Pterolocera il bozzolo viene prodotto tra gli strati superficiali del terreno.
Il bozzolo ha una struttura a doppio strato, essenzialmente costituito da fibre sericee estruse dalla larva e intessute grazie alla filiera; esso può anche contenere setole secondarie oppure spinule irritanti di protezione, incorporate dalla larva durante le fasi di tessitura.

### Periodo di volo
Le specie appartenenti a questo taxon hanno di regola un ciclo univoltino, con il periodo di volo solitamente compreso tra aprile e giugno.

### Alimentazione
Queste larve non sono minatrici fogliari, ma al contrario si alimentano aggrappate alle parti vegetali (principalmente le foglie).
Tra le molte piante nutrici riportate in letteratura, possiamo citare:
- Arecaceae Bercht. & J. Presl, 1820
  - Phoenix L., 1753
    - Phoenix roebelenii O'Brien, 1889
- Asteraceae Bercht. & J. Presl, 1820
  - Olearia Moench, 1802
    - Olearia argophylla (Labill.) F.Muell. ex Benth., 1867
- Casuarinaceae R.Br., 1814
  - Allocasuarina L.A.S. Johnson, 1982
  - Casuarina L., 1759
- Combretaceae R. Br., 1810
  - Terminalia L., 1767
    - Terminalia ferdinandiana Exell, 1935
- Doryantaceae R. Dahlgren & Clifford, 1985
  - Doryanthes Corrêa, 1802
    - Doryanthes excelsa Corrêa, 1802
- Fabaceae Lindl., 1836
  - Acacia Mill., 1754
    - Acacia baileyana F.Muell., 1888
    - Acacia binervata DC., 1825
    - Acacia dealbata Link, 1822 (mimosa)
    - Acacia decurrens Willd., 1806
    - Acacia falcata Willd., 1806
    - Acacia floribunda (Vent.) Willd., 1806
    - Acacia harpophylla Benth., 1864
    - Acacia leiophylla Benth., 1842
    - Acacia mearnsii De Wild., 1925
    - Acacia melanoxylon R.Br., 1813 (acacia nera)
    - Acacia pycnantha Benth., 1842

  - Trifolium L., 1753
- Juglandaceae DC. ex Perleb, 1818
  - Carya Nutt., 1818
- Myrtaceae Juss., 1789
  - Angophora Cav., 1797
  - Corymbia K.D. Hill & L.A.S. Johnson, 1995
    - Corymbia torelliana (F.Muell.) K.D.Hill & L.A.S.Johnson, 1995

  - Eucalyptus L'Hér., 1789 (eucalipti)
    - Eucalyptus pauciflora Sieber ex Spreng., 1827
    - Eucalyptus polyanthemos Schauer, 1843

  - Lophostemon Schott, 1830
    - Lophostemon confertus (R.Br.) Peter G.Wilson & J.T.Waterh., 1982

  - Melaleuca L., 1767
    - Melaleuca quinquenervia (Cav.) S.T.Blake, 1958 (niaouli)
- Pinaceae Spreng. ex Rudolphi, 1830
  - Pinus L., 1753 (pini)
    - Pinus engelmannii Carrière, 1854
    - Pinus patula Schiede ex Schltdl. & Cham., 1831
    - Pinus radiata D.Don, 1837 (pino di Monterey)
- Poaceae Barnhart, 1895
  - Bromus L., 1753
    - Bromus arenarius Labill., 1805

  - Ehrharta Thunb., 1779
    - Ehrharta erecta Lam., 1786

  - Nassella (Trin.) E. Desv., 1854
    - Nassella neesiana (Trin. & Rupr.) Barkworth, 1990

  - Saccharum L., 1753
    - Saccharum officinarum L., 1753 (canna da zucchero)

  - Triticum L., 1753
    - Triticum aestivum L., 1753 (frumento)
- Proteaceae Juss., 1789
  - Macadamia F. Muell., 1857
    - Macadamia integrifolia Maiden & Betche, 1896
    - Macadamia tetraphylla L.A.S.Johnson, 1954
- Salicaceae Mirb., 1815
  - Salix L., 1753
- Santalaceae R. Br., 1810
  - Choretrum R. Br., 1810
    - Choretrum candollei F.Muell. ex Benth., 1873

  - Exocarpos Labill., 1800
    - Exocarpos cupressiformis Labill., 1800

### Parassitoidismo
Sono noti casi di parassitoidismo ai danni delle larve di Anthelidae, da parte di diverse specie di imenotteri appartenenti alle superfamiglie Chalcidoidea e Ichneumonoidea; tra queste citiamo:
- Chalcidoidea Latreille, 1817
  - Pteromalidae Dalman, 1820
    - Acroclisissa Girault, 1933
- Ichneumonoidea Latreille, 1802
  - Ichneumonidae Latreille, 1802
    - Echthromorpha intricatoria (Fabricius, 1804)
    - Lissopimpla excelsa (Costa, 1864)
    - Theronia maculosa Krieger, 1906

## Distribuzione e habitat

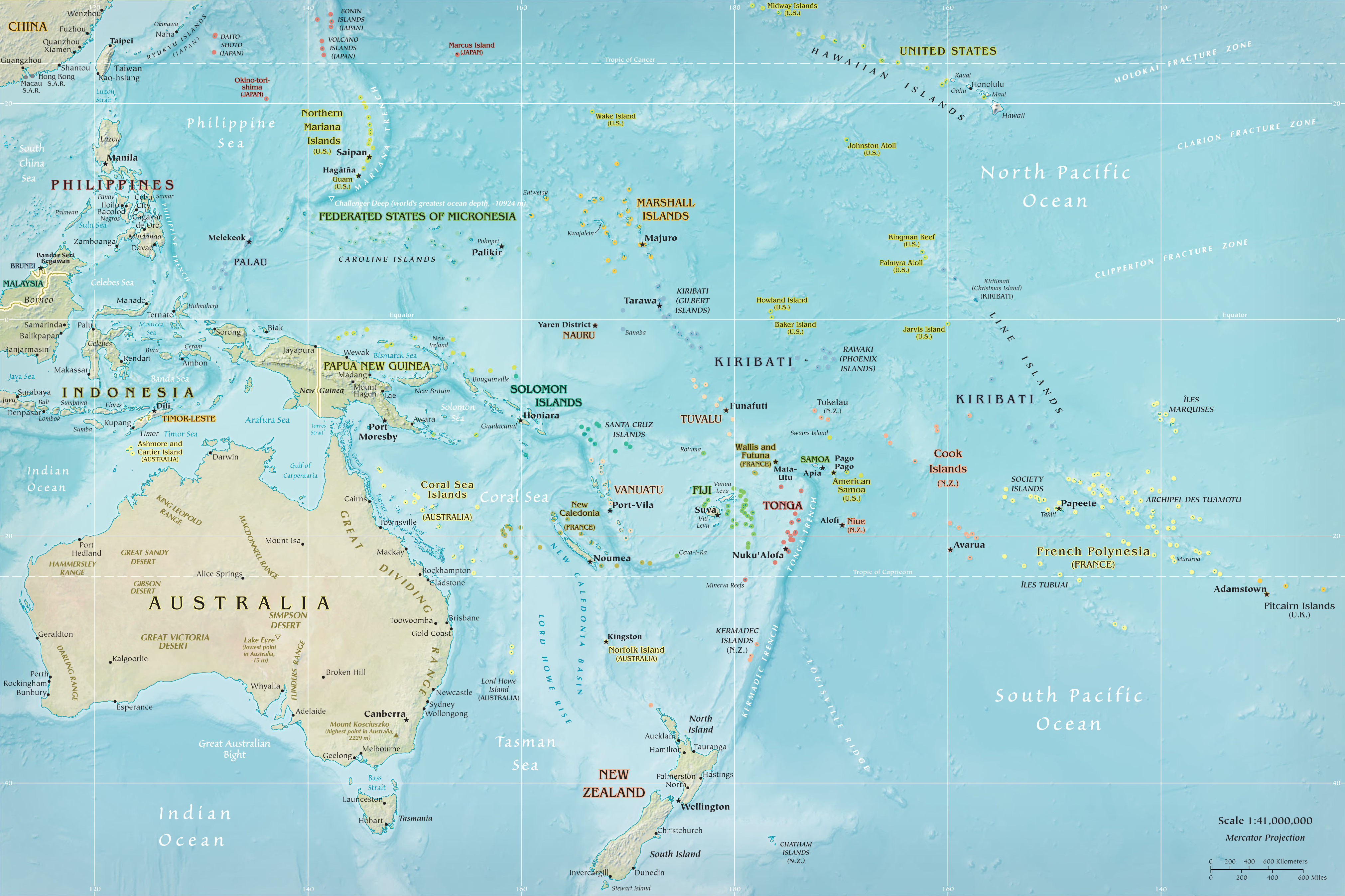
L'Oceania

Gli Anthelidae sono presenti essenzialmente in Oceania: la maggior parte delle specie occupa un areale compreso nei confini dell'Australia continentale, e poche specie sono state rinvenute in Tasmania e in Nuova Guinea; fa eccezione la sola Anthela brunneilinea, che è stata descritta per le isole Kai (Molucche orientali, Indonesia), comunque a poca distanza dalle coste della Nuova Guinea.

## Tassonomia
Il taxon è stato considerato una sottofamiglia dei Lymantriidae da Turner (1904), all'atto della sua istituzione; in seguito, lo stesso Autore lo elevò allo status di famiglia (1920 e 1921), benché nel 1947 lo abbia inserito all'interno dei Noctuoidea. In seguito, nel 1970, Common incluse gli Anthelidae nei Bombycoidea sensu lato (ossia comprendenti anche i Lasiocampidae), soprattutto in base alla perdita dei caratteri anatomici nello stadio adulto.
Anthelidae Turner, 1904 - Trans. Ent. Soc. Lond. 1904: 470 (chiave); 478 (come Anthelinae) - genere tipo: Anthela Walker, 1855 - List Spec. lepid. Insects Colln Br. Mus. (4): 778 (chiave); 853.

### Chiave dicotomica per la determinazione delle sottofamiglie
Viene di seguito riportata una chiave dicotomica per il riconoscimento della sottofamiglia di appartenenza, ricavata da quella proposta da Claude Lemaire & Joël Minet (1999):
| 1 Spirotromba di solito lunga; ala anteriore provvista di nervatura trasversale completa tra R ed Rs1                                                         | Munychryiinae |
| 1' Spirotromba sempre ridotta o assente; ala anteriore provvista di nervatura trasversale incompleta tra R ed Rs1, oppure in molti casi di una semplice plica | Anthelinae    |

### Sottofamiglie e generi
Il taxon è presente solo in Oceania (tranne una specie nelle isole Kai) e si suddivide in 2 sottofamiglie, per un totale di 9 generi e 94 specie:
- Anthelinae Turner, 1904 - Trans. Ent. Soc. Lond. 1904: 470 (chiave); 478[1] - 7 generi, 91 specie; Oceania
  - Anthela Walker, 1855 - List Spec. lepid. Insects Colln Br. Mus. (4): 778 (chiave); 853[6] - 75 specie; Australia, Nuova Guinea e isole Kai (Indonesia)
  - Chelepteryx Gray, 1835 - Trans. R. ent. Soc. Lond. 1(2): 121[24] - 2 specie; Australia
  - Chenuala Swinhoe, 1892 - Cat. east. and Aust. Lepid. Heterocera Colln Oxf. (1): 212[25] - 1 specie; Australia
  - Corticomis Van Eecke, 1924 - Nova Guinea 15(Zool.) (1): 46[26] - 2 specie; Nuova Guinea
  - Nataxa Walker, 1855 - List Spec. lepid. Insects Colln Br. Mus. (5): 1159 (chiave); 1179[6] - 2 specie; Australia
  - Omphaliodes Felder, 1874 - Reise öst. Fregatte Novara (Zool.) pt. 9, 2(2): tav. 99, fig. 14[27] - 1 specie; Australia
  - Pterolocera Walker, 1855 - List Spec. lepid. Insects Colln Br. Mus. (4): 778 (chiave); 883[6] - 8 specie; Australia
- Munychryiinae Common & McFarland, 1970 - J. Aust. Ent. Soc. 9: 11[12] - 2 generi, 3 specie; Australia
  - Gephyroneura Turner, 1920 - Trans. R. ent. Soc. Lond. 1919(3-4): 417[18] - 1 specie; Australia
  - Munychryia Walker, 1865 - List Spec. lepid. Insects Colln Br. Mus. (32): 395[28] - 2 specie; Australia

### Sinonimi
Non sono stati riportati sinonimi.

## Filogenesi
L'analisi genetica svolta da Heikkila et al. (2015) ha portato alla luce alcune relazioni tra le famiglie di Bombycoidea, così da giungere a un cladogramma da cui è stato ricavato quello riportato qui sotto:
| . | \| . \| Apatelodidae \| \| \| Apatelodidae \| \| . \| Eupterotidae \| \| \| Eupterotidae \| |
|   | \| . \| Apatelodidae \| \| \| Apatelodidae \| \| . \| Eupterotidae \| \| \| Eupterotidae \| |
| . | Brahmaeidae (Dactyloceras, Lemonia e Sabalia)                                               |
|   | Brahmaeidae (Dactyloceras, Lemonia e Sabalia)                                               |
| . | Apatelodidae                                                                                |
|   | Apatelodidae                                                                                |
| . | Eupterotidae                                                                                |
|   | Eupterotidae                                                                                |

| . | Apatelodidae |
|   | Apatelodidae |
| . | Eupterotidae |
|   | Eupterotidae |

| . | Endromidae                                                                            |
|   | Endromidae                                                                            |
| . | \| . \| Phiditiidae \| \| \| Phiditiidae \| \| . \| Anthelidae \| \| \| Anthelidae \| |
|   | \| . \| Phiditiidae \| \| \| Phiditiidae \| \| . \| Anthelidae \| \| \| Anthelidae \| |
| . | Phiditiidae                                                                           |
|   | Phiditiidae                                                                           |
| . | Anthelidae                                                                            |
|   | Anthelidae                                                                            |

| . | Phiditiidae |
|   | Phiditiidae |
| . | Anthelidae  |
|   | Anthelidae  |

| . | Endromidae                                                                            |
|   | Endromidae                                                                            |
| . | \| . \| Phiditiidae \| \| \| Phiditiidae \| \| . \| Anthelidae \| \| \| Anthelidae \| |
|   | \| . \| Phiditiidae \| \| \| Phiditiidae \| \| . \| Anthelidae \| \| \| Anthelidae \| |
| . | Phiditiidae                                                                           |
|   | Phiditiidae                                                                           |
| . | Anthelidae                                                                            |
|   | Anthelidae                                                                            |

| . | Phiditiidae |
|   | Phiditiidae |
| . | Anthelidae  |
|   | Anthelidae  |

| . | Endromidae                                                                            |
|   | Endromidae                                                                            |
| . | \| . \| Phiditiidae \| \| \| Phiditiidae \| \| . \| Anthelidae \| \| \| Anthelidae \| |
|   | \| . \| Phiditiidae \| \| \| Phiditiidae \| \| . \| Anthelidae \| \| \| Anthelidae \| |
| . | Phiditiidae                                                                           |
|   | Phiditiidae                                                                           |
| . | Anthelidae                                                                            |
|   | Anthelidae                                                                            |

| . | Phiditiidae |
|   | Phiditiidae |
| . | Anthelidae  |
|   | Anthelidae  |

| . | Endromidae                                                                            |
|   | Endromidae                                                                            |
| . | \| . \| Phiditiidae \| \| \| Phiditiidae \| \| . \| Anthelidae \| \| \| Anthelidae \| |
|   | \| . \| Phiditiidae \| \| \| Phiditiidae \| \| . \| Anthelidae \| \| \| Anthelidae \| |
| . | Phiditiidae                                                                           |
|   | Phiditiidae                                                                           |
| . | Anthelidae                                                                            |
|   | Anthelidae                                                                            |

| . | Phiditiidae |
|   | Phiditiidae |
| . | Anthelidae  |
|   | Anthelidae  |

| . | \| . \| Brahmaeidae (Brahmaea) \| \| \| Brahmaeidae (Brahmaea) \| \| . \| Sphingidae \| \| \| Sphingidae \| |
|   | \| . \| Brahmaeidae (Brahmaea) \| \| \| Brahmaeidae (Brahmaea) \| \| . \| Sphingidae \| \| \| Sphingidae \| |
| . | Saturniidae                                                                                                 |
|   | Saturniidae                                                                                                 |
| . | Brahmaeidae (Brahmaea)                                                                                      |
|   | Brahmaeidae (Brahmaea)                                                                                      |
| . | Sphingidae                                                                                                  |
|   | Sphingidae                                                                                                  |

| . | Brahmaeidae (Brahmaea) |
|   | Brahmaeidae (Brahmaea) |
| . | Sphingidae             |
|   | Sphingidae             |

| . | Endromidae                                                                            |
|   | Endromidae                                                                            |
| . | \| . \| Phiditiidae \| \| \| Phiditiidae \| \| . \| Anthelidae \| \| \| Anthelidae \| |
|   | \| . \| Phiditiidae \| \| \| Phiditiidae \| \| . \| Anthelidae \| \| \| Anthelidae \| |
| . | Phiditiidae                                                                           |
|   | Phiditiidae                                                                           |
| . | Anthelidae                                                                            |
|   | Anthelidae                                                                            |

| . | Phiditiidae |
|   | Phiditiidae |
| . | Anthelidae  |
|   | Anthelidae  |

| . | Endromidae                                                                            |
|   | Endromidae                                                                            |
| . | \| . \| Phiditiidae \| \| \| Phiditiidae \| \| . \| Anthelidae \| \| \| Anthelidae \| |
|   | \| . \| Phiditiidae \| \| \| Phiditiidae \| \| . \| Anthelidae \| \| \| Anthelidae \| |
| . | Phiditiidae                                                                           |
|   | Phiditiidae                                                                           |
| . | Anthelidae                                                                            |
|   | Anthelidae                                                                            |

| . | Phiditiidae |
|   | Phiditiidae |
| . | Anthelidae  |
|   | Anthelidae  |

| . | Endromidae                                                                            |
|   | Endromidae                                                                            |
| . | \| . \| Phiditiidae \| \| \| Phiditiidae \| \| . \| Anthelidae \| \| \| Anthelidae \| |
|   | \| . \| Phiditiidae \| \| \| Phiditiidae \| \| . \| Anthelidae \| \| \| Anthelidae \| |
| . | Phiditiidae                                                                           |
|   | Phiditiidae                                                                           |
| . | Anthelidae                                                                            |
|   | Anthelidae                                                                            |

| . | Phiditiidae |
|   | Phiditiidae |
| . | Anthelidae  |
|   | Anthelidae  |

| . | Endromidae                                                                            |
|   | Endromidae                                                                            |
| . | \| . \| Phiditiidae \| \| \| Phiditiidae \| \| . \| Anthelidae \| \| \| Anthelidae \| |
|   | \| . \| Phiditiidae \| \| \| Phiditiidae \| \| . \| Anthelidae \| \| \| Anthelidae \| |
| . | Phiditiidae                                                                           |
|   | Phiditiidae                                                                           |
| . | Anthelidae                                                                            |
|   | Anthelidae                                                                            |

| . | Phiditiidae |
|   | Phiditiidae |
| . | Anthelidae  |
|   | Anthelidae  |

| . | \| . \| Brahmaeidae (Brahmaea) \| \| \| Brahmaeidae (Brahmaea) \| \| . \| Sphingidae \| \| \| Sphingidae \| |
|   | \| . \| Brahmaeidae (Brahmaea) \| \| \| Brahmaeidae (Brahmaea) \| \| . \| Sphingidae \| \| \| Sphingidae \| |
| . | Saturniidae                                                                                                 |
|   | Saturniidae                                                                                                 |
| . | Brahmaeidae (Brahmaea)                                                                                      |
|   | Brahmaeidae (Brahmaea)                                                                                      |
| . | Sphingidae                                                                                                  |
|   | Sphingidae                                                                                                  |

| . | Brahmaeidae (Brahmaea) |
|   | Brahmaeidae (Brahmaea) |
| . | Sphingidae             |
|   | Sphingidae             |

| . | \| . \| Apatelodidae \| \| \| Apatelodidae \| \| . \| Eupterotidae \| \| \| Eupterotidae \| |
|   | \| . \| Apatelodidae \| \| \| Apatelodidae \| \| . \| Eupterotidae \| \| \| Eupterotidae \| |
| . | Brahmaeidae (Dactyloceras, Lemonia e Sabalia)                                               |
|   | Brahmaeidae (Dactyloceras, Lemonia e Sabalia)                                               |
| . | Apatelodidae                                                                                |
|   | Apatelodidae                                                                                |
| . | Eupterotidae                                                                                |
|   | Eupterotidae                                                                                |

| . | Apatelodidae |
|   | Apatelodidae |
| . | Eupterotidae |
|   | Eupterotidae |

| . | Endromidae                                                                            |
|   | Endromidae                                                                            |
| . | \| . \| Phiditiidae \| \| \| Phiditiidae \| \| . \| Anthelidae \| \| \| Anthelidae \| |
|   | \| . \| Phiditiidae \| \| \| Phiditiidae \| \| . \| Anthelidae \| \| \| Anthelidae \| |
| . | Phiditiidae                                                                           |
|   | Phiditiidae                                                                           |
| . | Anthelidae                                                                            |
|   | Anthelidae                                                                            |

| . | Phiditiidae |
|   | Phiditiidae |
| . | Anthelidae  |
|   | Anthelidae  |

| . | Endromidae                                                                            |
|   | Endromidae                                                                            |
| . | \| . \| Phiditiidae \| \| \| Phiditiidae \| \| . \| Anthelidae \| \| \| Anthelidae \| |
|   | \| . \| Phiditiidae \| \| \| Phiditiidae \| \| . \| Anthelidae \| \| \| Anthelidae \| |
| . | Phiditiidae                                                                           |
|   | Phiditiidae                                                                           |
| . | Anthelidae                                                                            |
|   | Anthelidae                                                                            |

| . | Phiditiidae |
|   | Phiditiidae |
| . | Anthelidae  |
|   | Anthelidae  |

| . | Endromidae                                                                            |
|   | Endromidae                                                                            |
| . | \| . \| Phiditiidae \| \| \| Phiditiidae \| \| . \| Anthelidae \| \| \| Anthelidae \| |
|   | \| . \| Phiditiidae \| \| \| Phiditiidae \| \| . \| Anthelidae \| \| \| Anthelidae \| |
| . | Phiditiidae                                                                           |
|   | Phiditiidae                                                                           |
| . | Anthelidae                                                                            |
|   | Anthelidae                                                                            |

| . | Phiditiidae |
|   | Phiditiidae |
| . | Anthelidae  |
|   | Anthelidae  |

| . | Endromidae                                                                            |
|   | Endromidae                                                                            |
| . | \| . \| Phiditiidae \| \| \| Phiditiidae \| \| . \| Anthelidae \| \| \| Anthelidae \| |
|   | \| . \| Phiditiidae \| \| \| Phiditiidae \| \| . \| Anthelidae \| \| \| Anthelidae \| |
| . | Phiditiidae                                                                           |
|   | Phiditiidae                                                                           |
| . | Anthelidae                                                                            |
|   | Anthelidae                                                                            |

| . | Phiditiidae |
|   | Phiditiidae |
| . | Anthelidae  |
|   | Anthelidae  |

| . | \| . \| Brahmaeidae (Brahmaea) \| \| \| Brahmaeidae (Brahmaea) \| \| . \| Sphingidae \| \| \| Sphingidae \| |
|   | \| . \| Brahmaeidae (Brahmaea) \| \| \| Brahmaeidae (Brahmaea) \| \| . \| Sphingidae \| \| \| Sphingidae \| |
| . | Saturniidae                                                                                                 |
|   | Saturniidae                                                                                                 |
| . | Brahmaeidae (Brahmaea)                                                                                      |
|   | Brahmaeidae (Brahmaea)                                                                                      |
| . | Sphingidae                                                                                                  |
|   | Sphingidae                                                                                                  |

| . | Brahmaeidae (Brahmaea) |
|   | Brahmaeidae (Brahmaea) |
| . | Sphingidae             |
|   | Sphingidae             |

| . | Endromidae                                                                            |
|   | Endromidae                                                                            |
| . | \| . \| Phiditiidae \| \| \| Phiditiidae \| \| . \| Anthelidae \| \| \| Anthelidae \| |
|   | \| . \| Phiditiidae \| \| \| Phiditiidae \| \| . \| Anthelidae \| \| \| Anthelidae \| |
| . | Phiditiidae                                                                           |
|   | Phiditiidae                                                                           |
| . | Anthelidae                                                                            |
|   | Anthelidae                                                                            |

| . | Phiditiidae |
|   | Phiditiidae |
| . | Anthelidae  |
|   | Anthelidae  |

| . | Endromidae                                                                            |
|   | Endromidae                                                                            |
| . | \| . \| Phiditiidae \| \| \| Phiditiidae \| \| . \| Anthelidae \| \| \| Anthelidae \| |
|   | \| . \| Phiditiidae \| \| \| Phiditiidae \| \| . \| Anthelidae \| \| \| Anthelidae \| |
| . | Phiditiidae                                                                           |
|   | Phiditiidae                                                                           |
| . | Anthelidae                                                                            |
|   | Anthelidae                                                                            |

| . | Phiditiidae |
|   | Phiditiidae |
| . | Anthelidae  |
|   | Anthelidae  |

| . | Endromidae                                                                            |
|   | Endromidae                                                                            |
| . | \| . \| Phiditiidae \| \| \| Phiditiidae \| \| . \| Anthelidae \| \| \| Anthelidae \| |
|   | \| . \| Phiditiidae \| \| \| Phiditiidae \| \| . \| Anthelidae \| \| \| Anthelidae \| |
| . | Phiditiidae                                                                           |
|   | Phiditiidae                                                                           |
| . | Anthelidae                                                                            |
|   | Anthelidae                                                                            |

| . | Phiditiidae |
|   | Phiditiidae |
| . | Anthelidae  |
|   | Anthelidae  |

| . | Endromidae                                                                            |
|   | Endromidae                                                                            |
| . | \| . \| Phiditiidae \| \| \| Phiditiidae \| \| . \| Anthelidae \| \| \| Anthelidae \| |
|   | \| . \| Phiditiidae \| \| \| Phiditiidae \| \| . \| Anthelidae \| \| \| Anthelidae \| |
| . | Phiditiidae                                                                           |
|   | Phiditiidae                                                                           |
| . | Anthelidae                                                                            |
|   | Anthelidae                                                                            |

| . | Phiditiidae |
|   | Phiditiidae |
| . | Anthelidae  |
|   | Anthelidae  |

| . | \| . \| Brahmaeidae (Brahmaea) \| \| \| Brahmaeidae (Brahmaea) \| \| . \| Sphingidae \| \| \| Sphingidae \| |
|   | \| . \| Brahmaeidae (Brahmaea) \| \| \| Brahmaeidae (Brahmaea) \| \| . \| Sphingidae \| \| \| Sphingidae \| |
| . | Saturniidae                                                                                                 |
|   | Saturniidae                                                                                                 |
| . | Brahmaeidae (Brahmaea)                                                                                      |
|   | Brahmaeidae (Brahmaea)                                                                                      |
| . | Sphingidae                                                                                                  |
|   | Sphingidae                                                                                                  |

| . | Brahmaeidae (Brahmaea) |
|   | Brahmaeidae (Brahmaea) |
| . | Sphingidae             |
|   | Sphingidae             |

Come si può notare, Anthelidae si conferma quale raggruppamento monofiletico, avente come sister group i Phiditiidae.

## Alcune specie

### Adulti

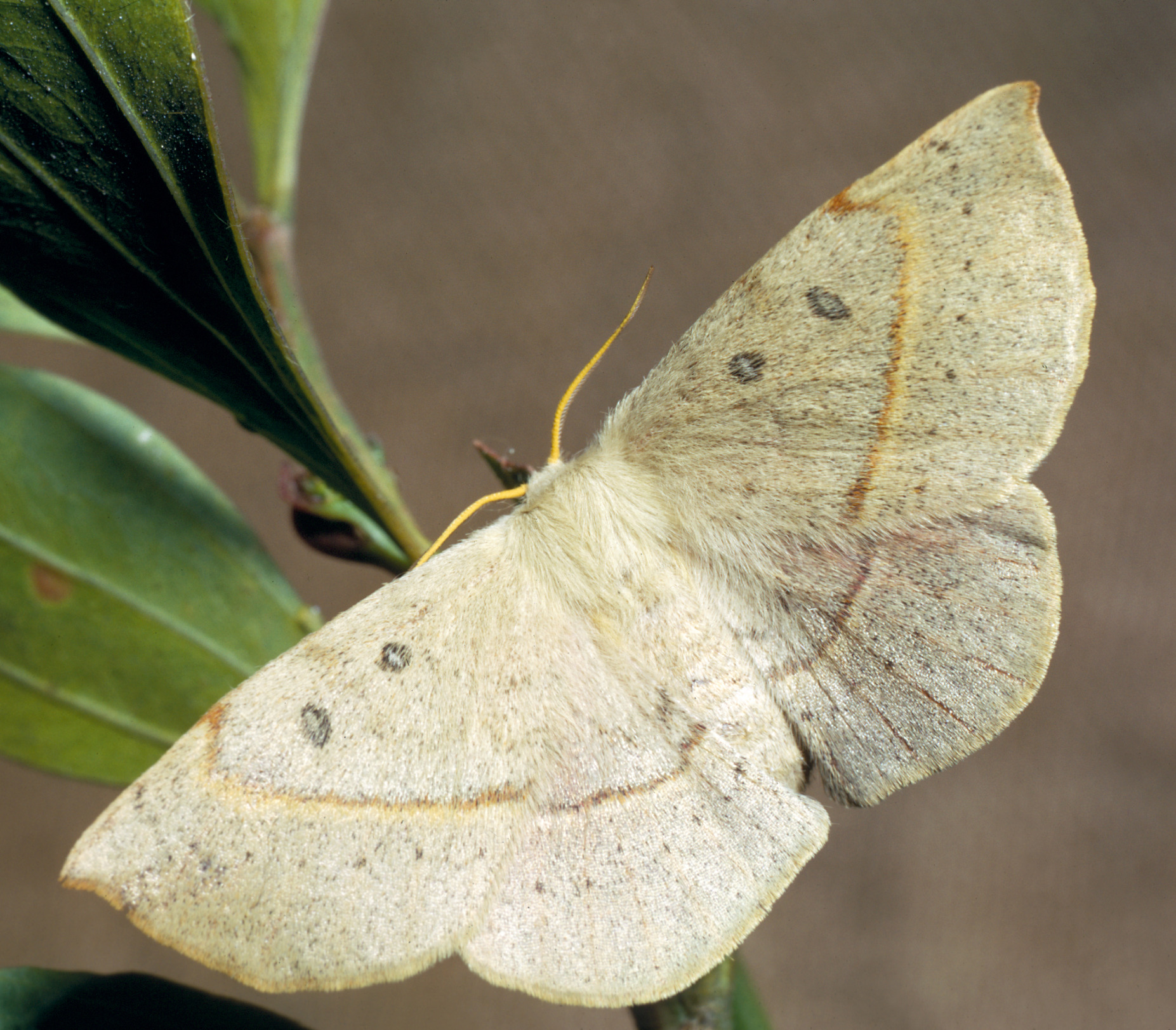
Anthela acuta (Anthelinae)
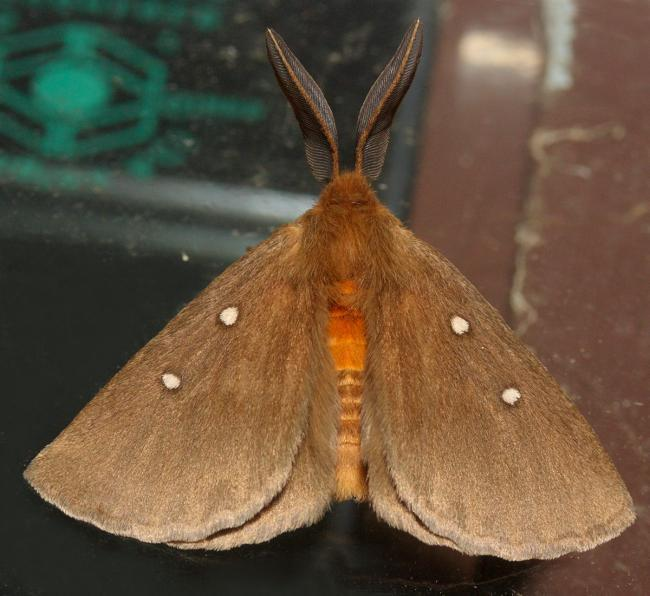
Anthela callispila (Anthelinae)
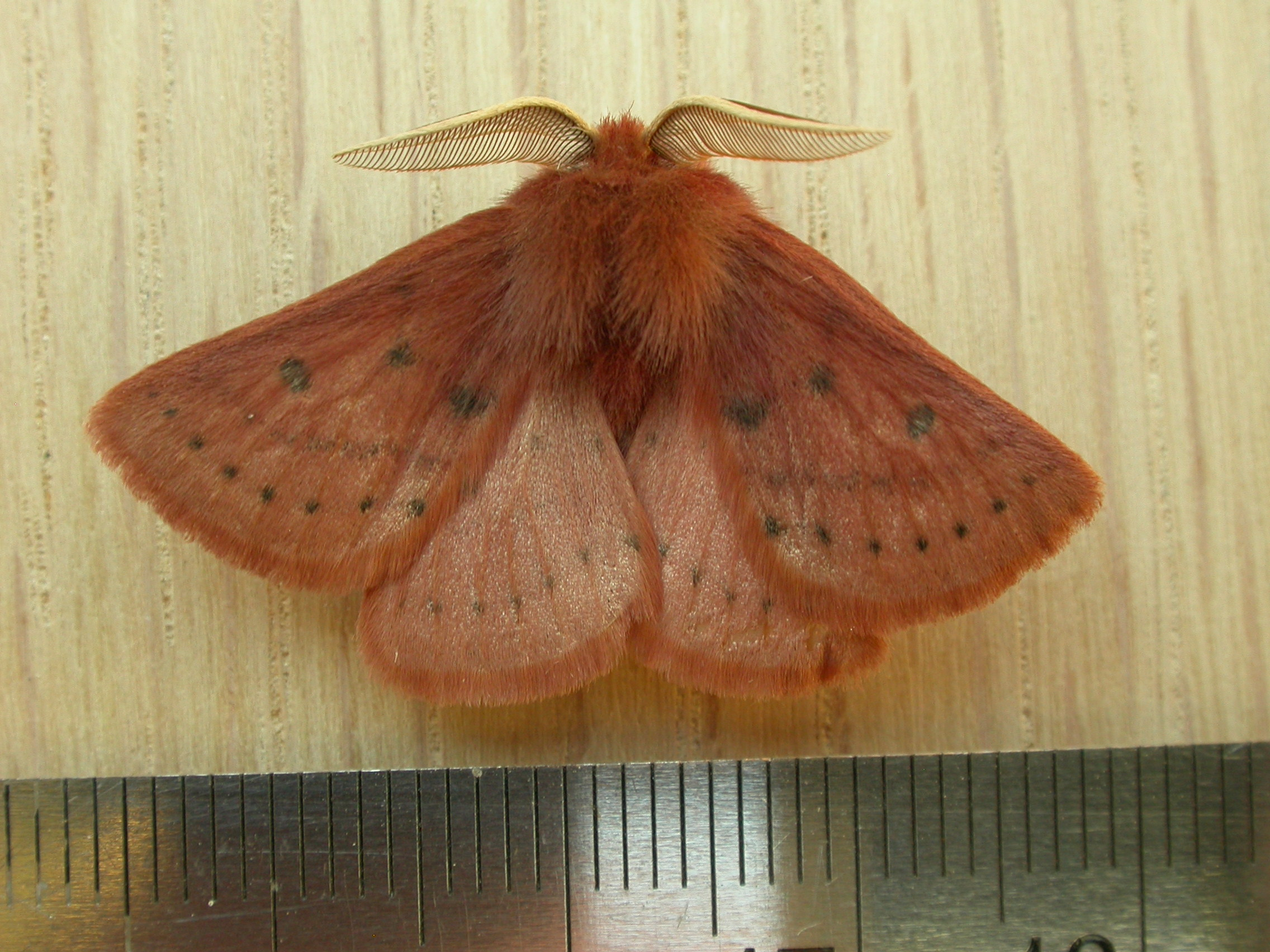
Anthela ferruginosa (Anthelinae)
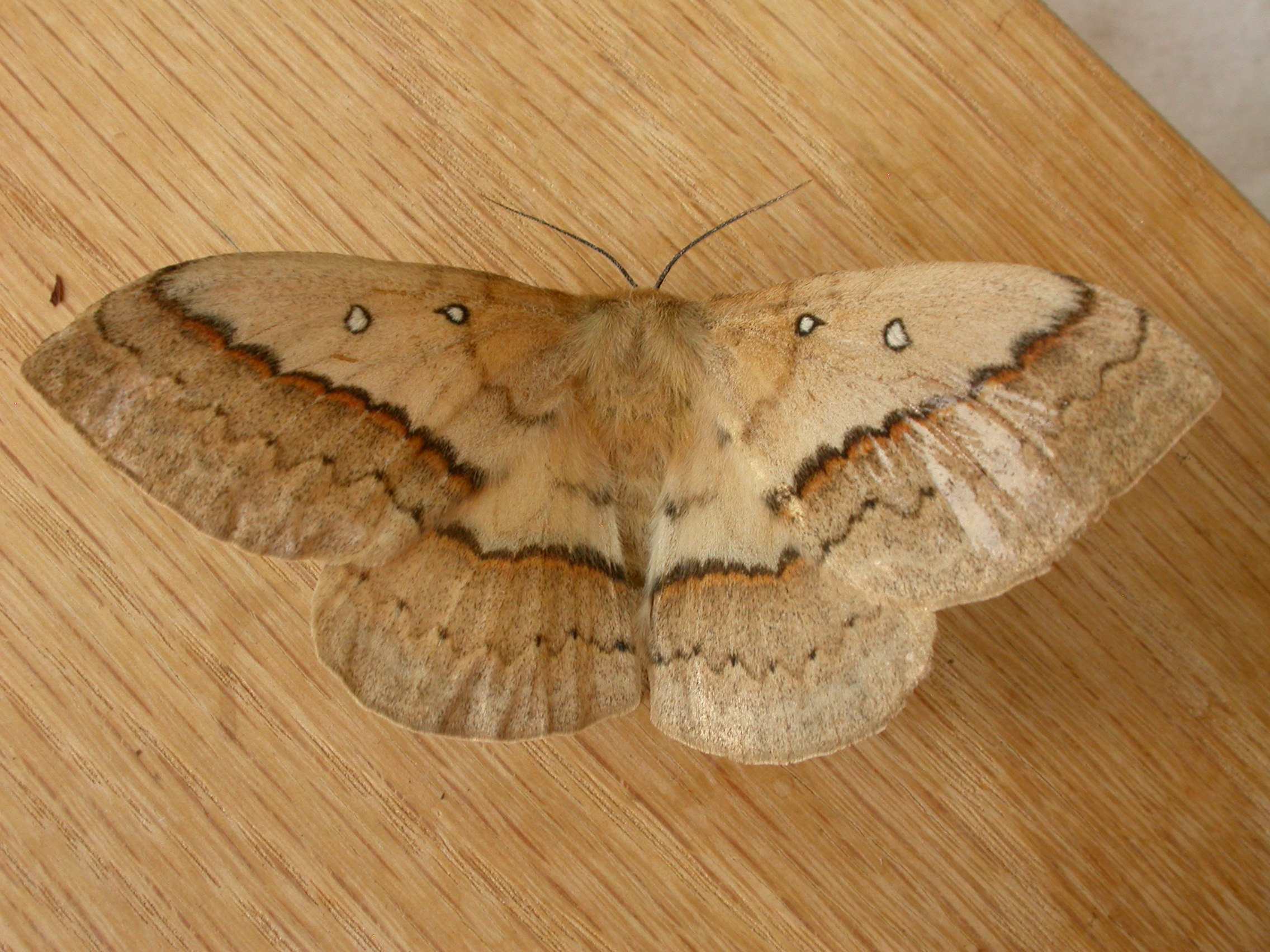
Anthela nicothoe (Anthelinae)
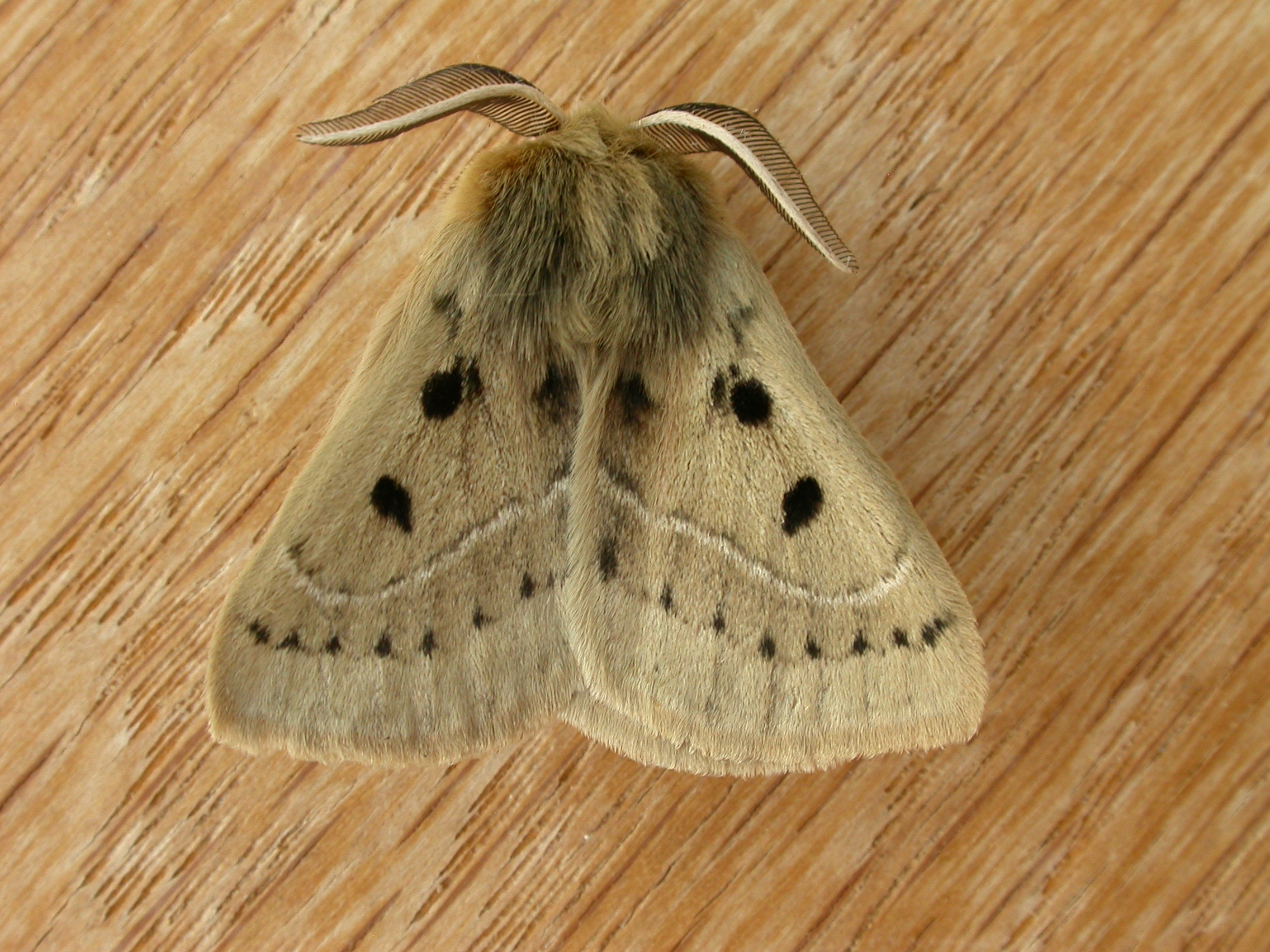
Anthela ocellata (Anthelinae)
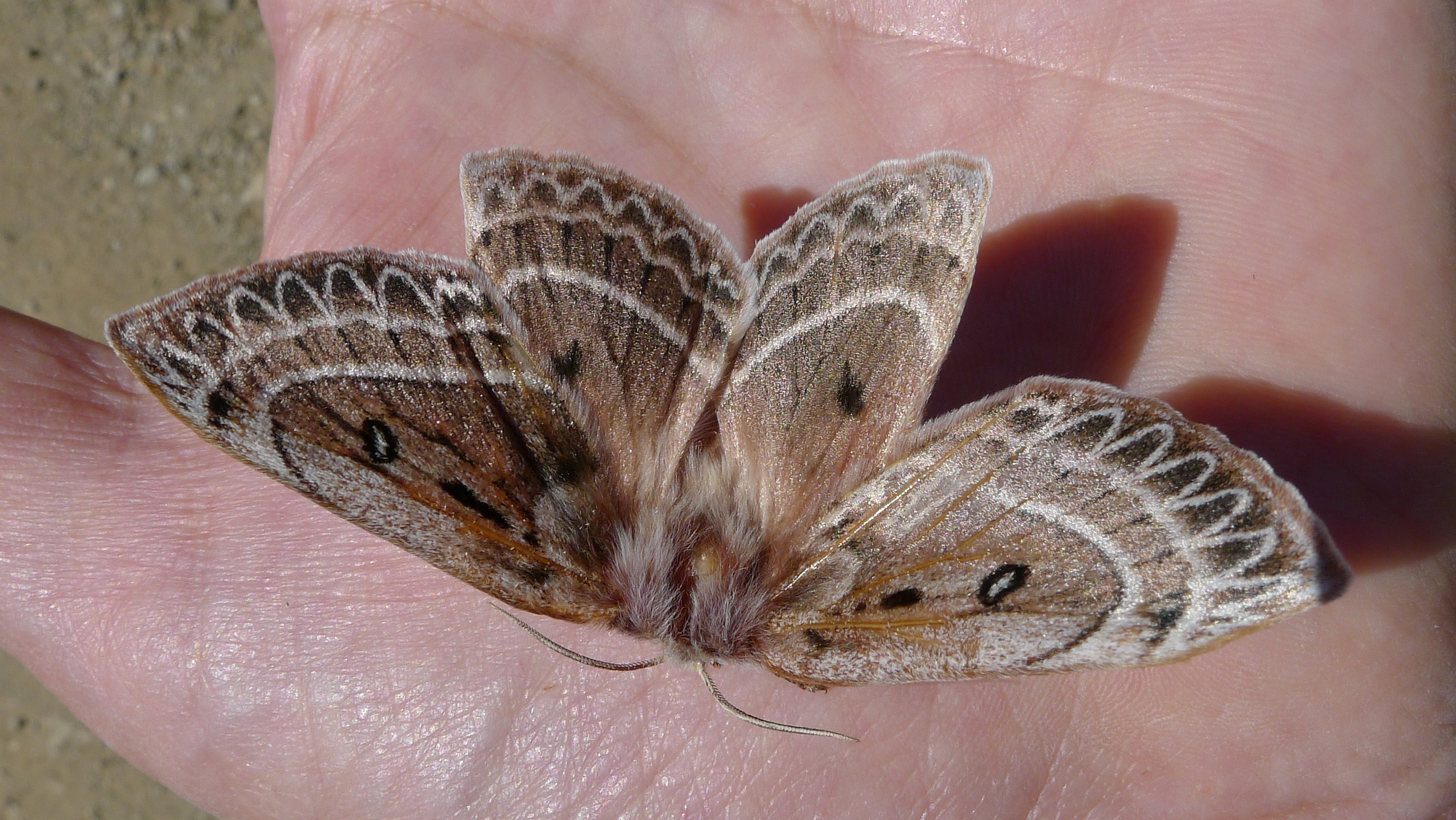
Anthela oressarcha (Anthelinae)
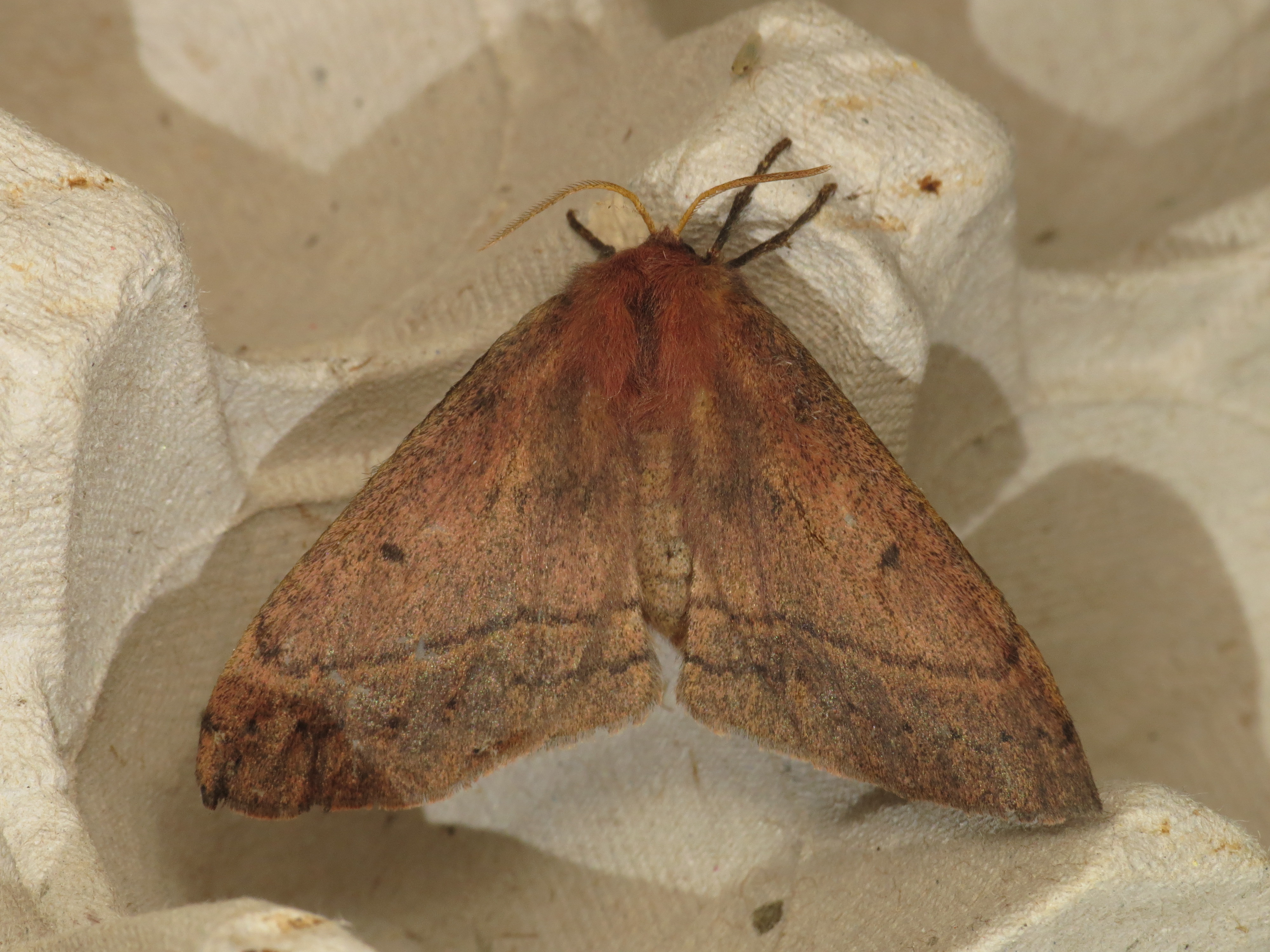
Anthela repleta (Anthelinae)
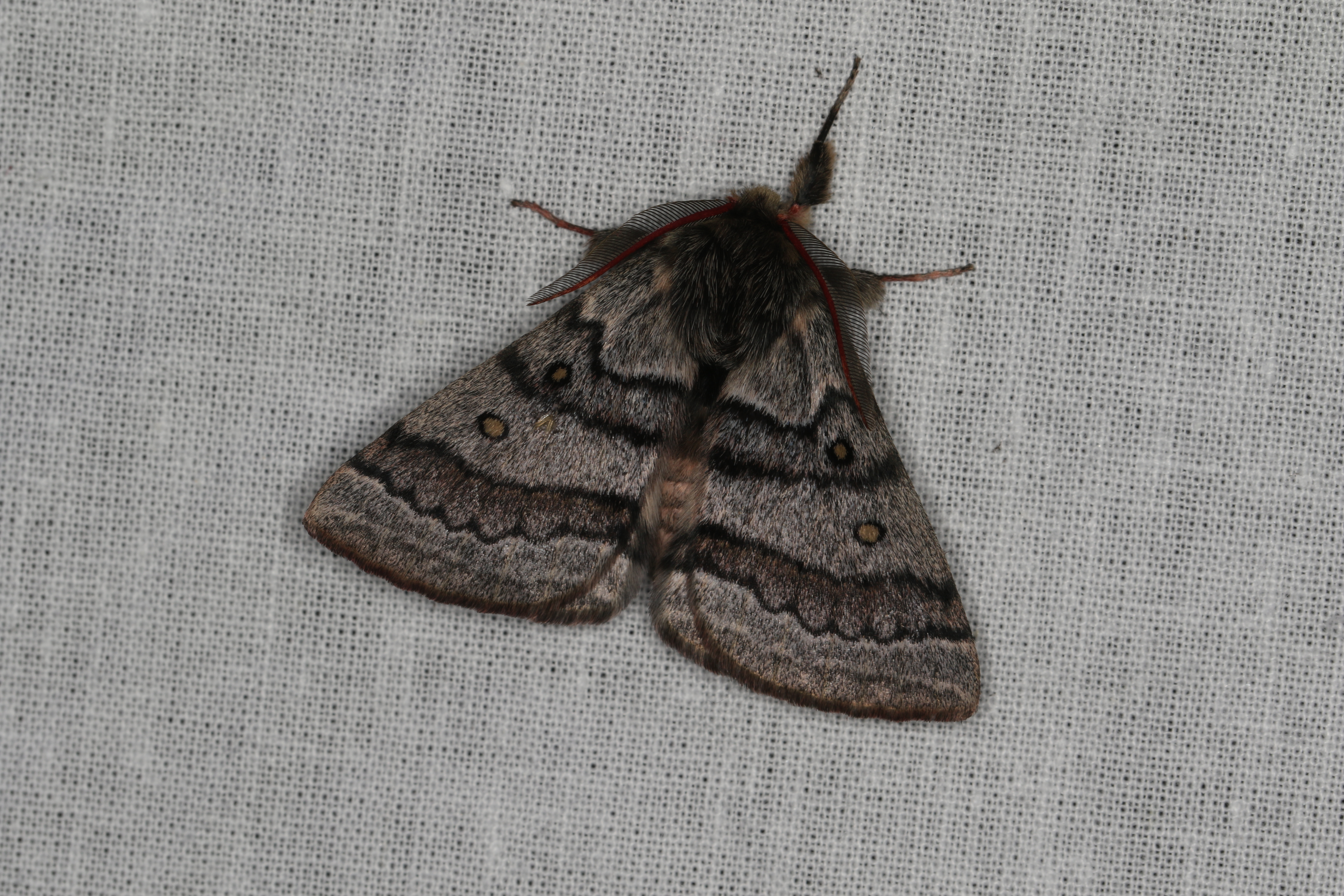
Anthela tetraphrica (Anthelinae)
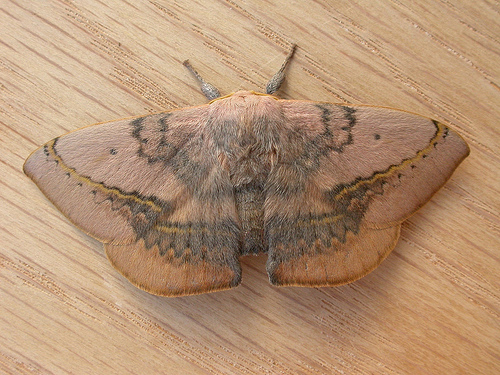
Anthela varia (Anthelinae)
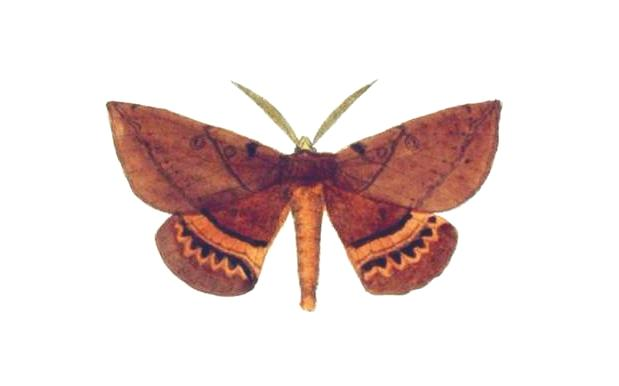
Chelepteryx chalepteryx (Anthelinae)
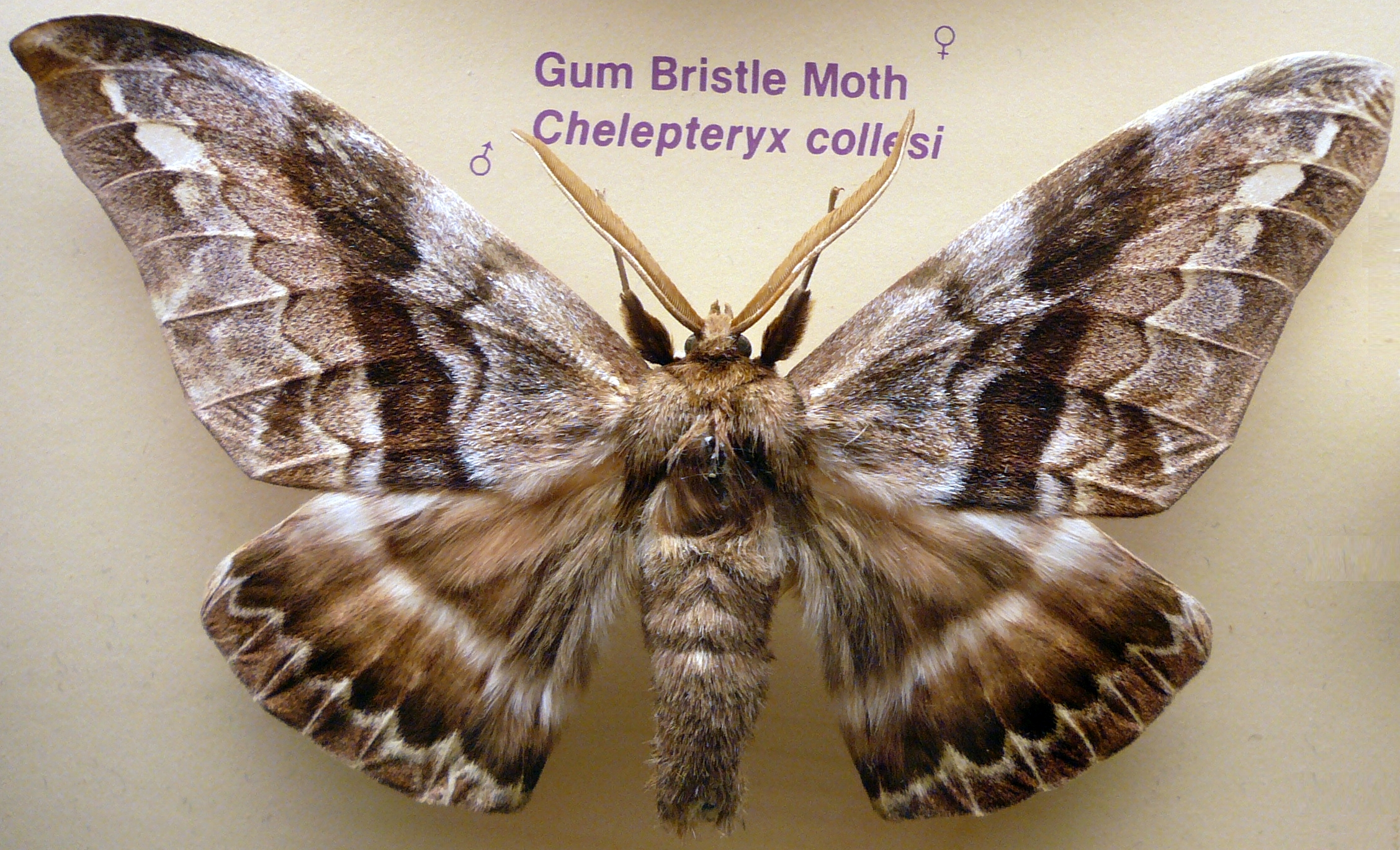
Chelepteryx collesi (Anthelinae)
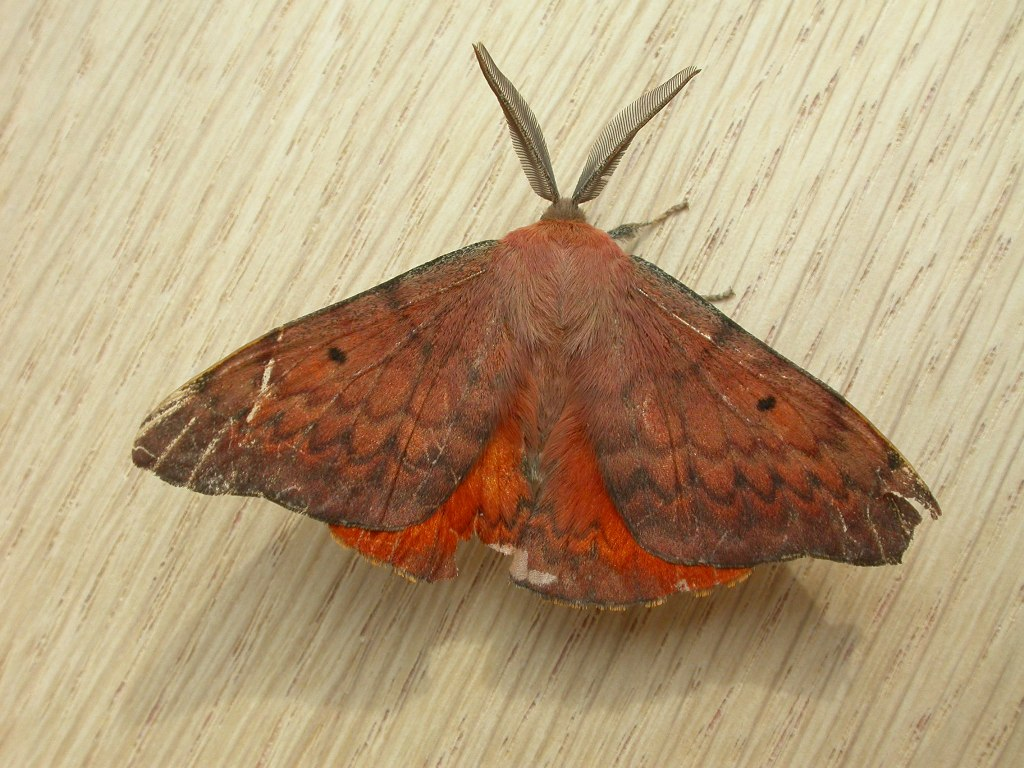
Chenuala heliaspis (Anthelinae)
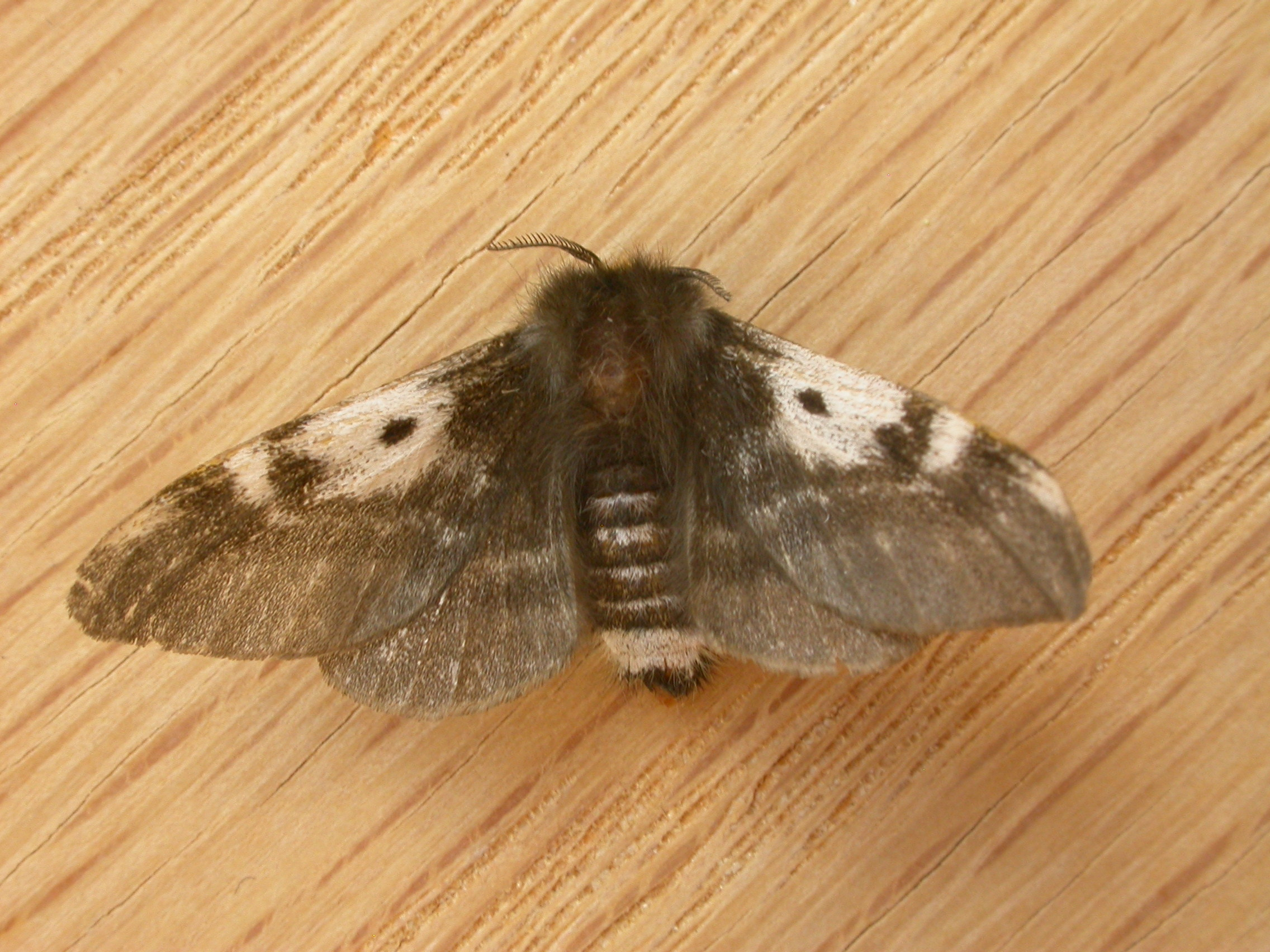
Nataxa flavescens (Anthelinae)
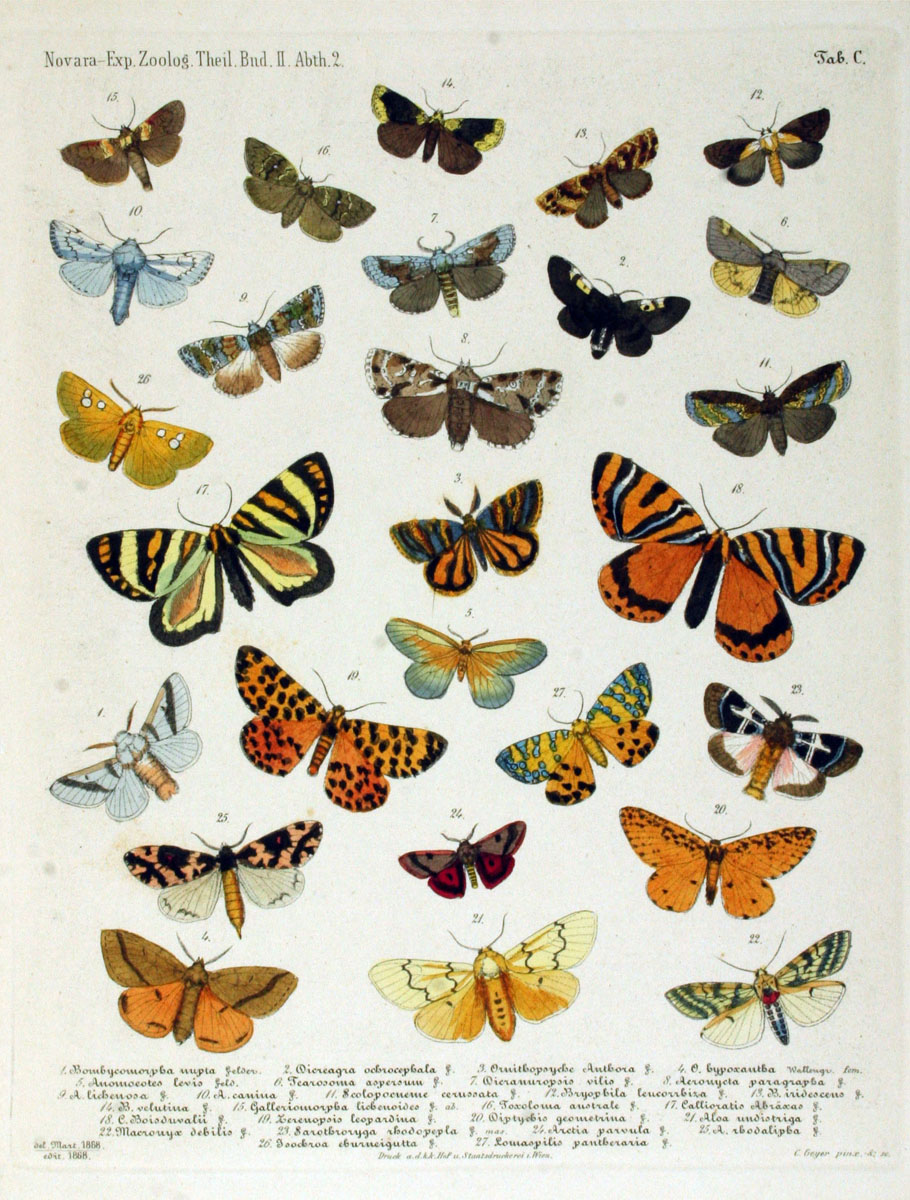
Nataxa ochrocephala (fig. 2) (Anthelinae)
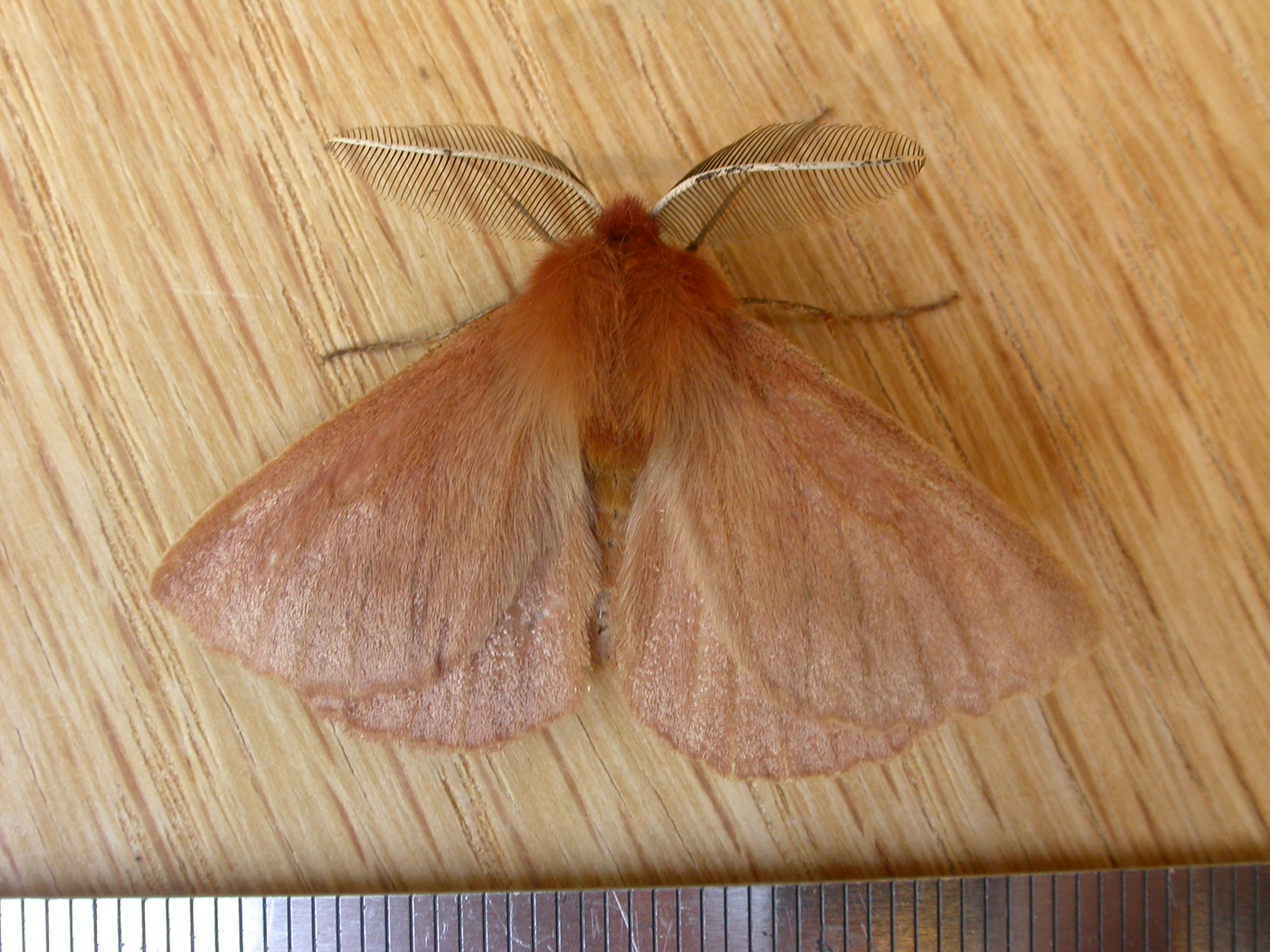
Pterolocera leucocera (Anthelinae)
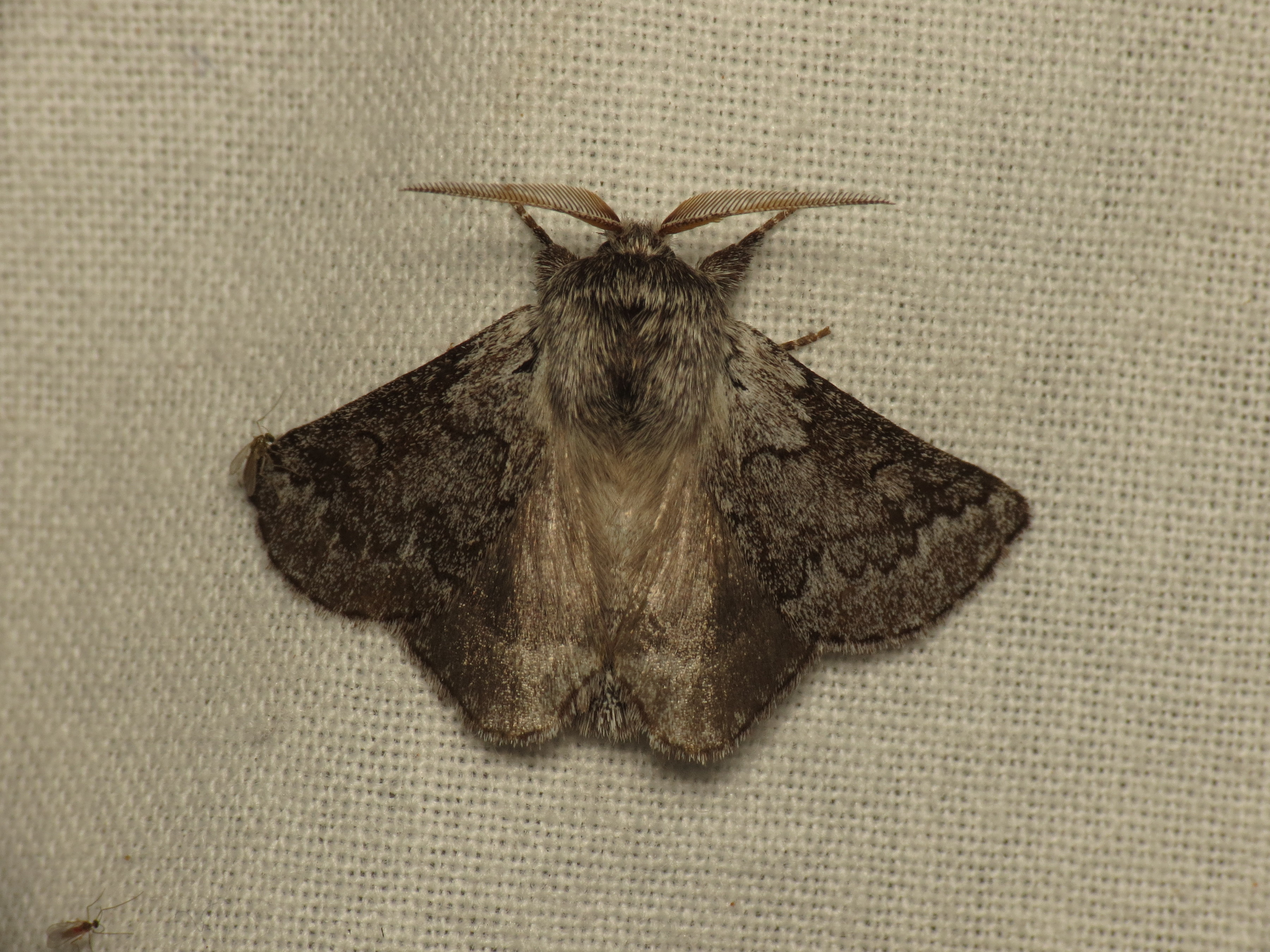
Munychryia senicula (Munychryiinae)

### Larve

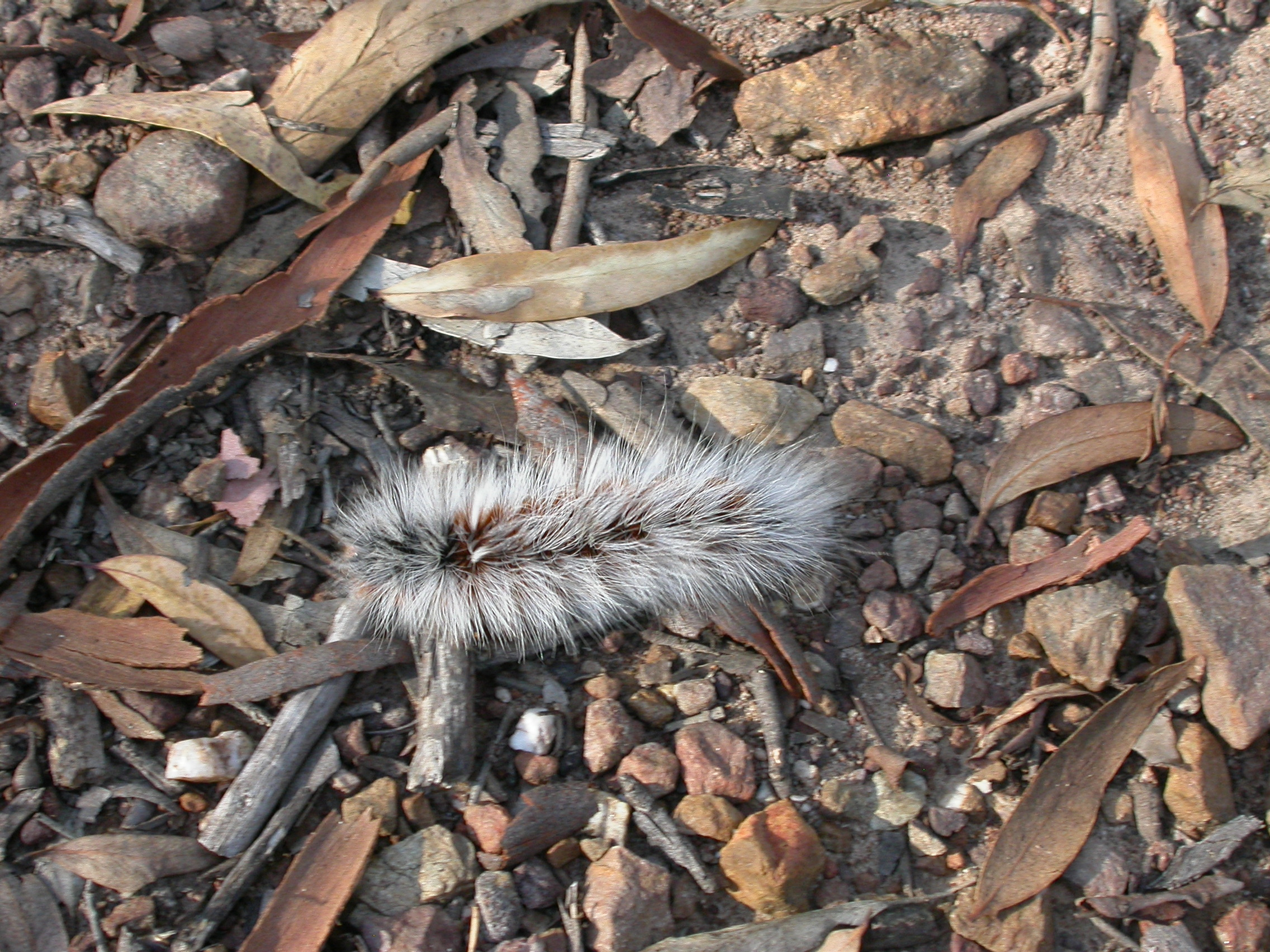
Anthela varia (Anthelidae, Anthelinae)
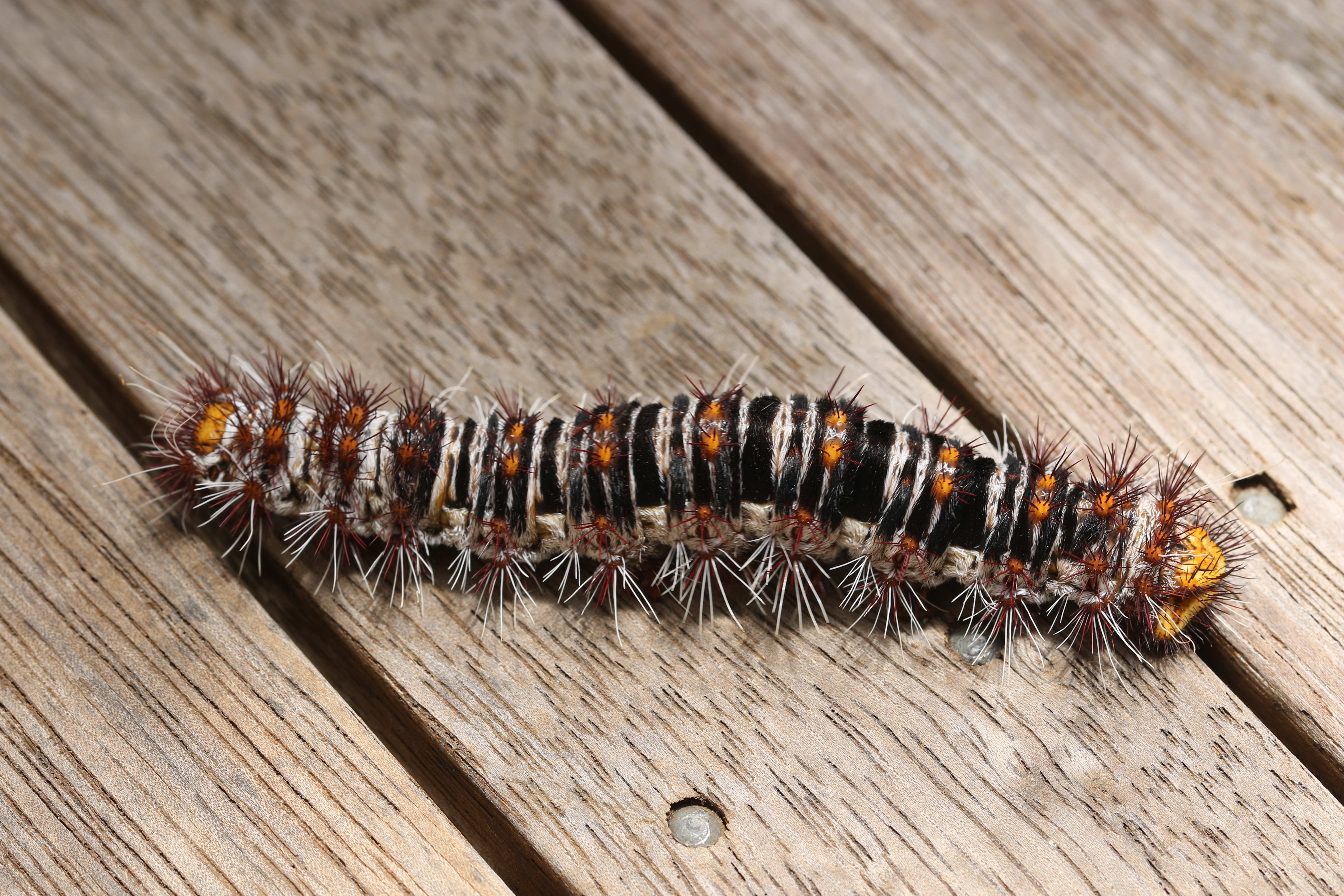
Chelepteryx collesi (Anthelidae, Anthelinae)
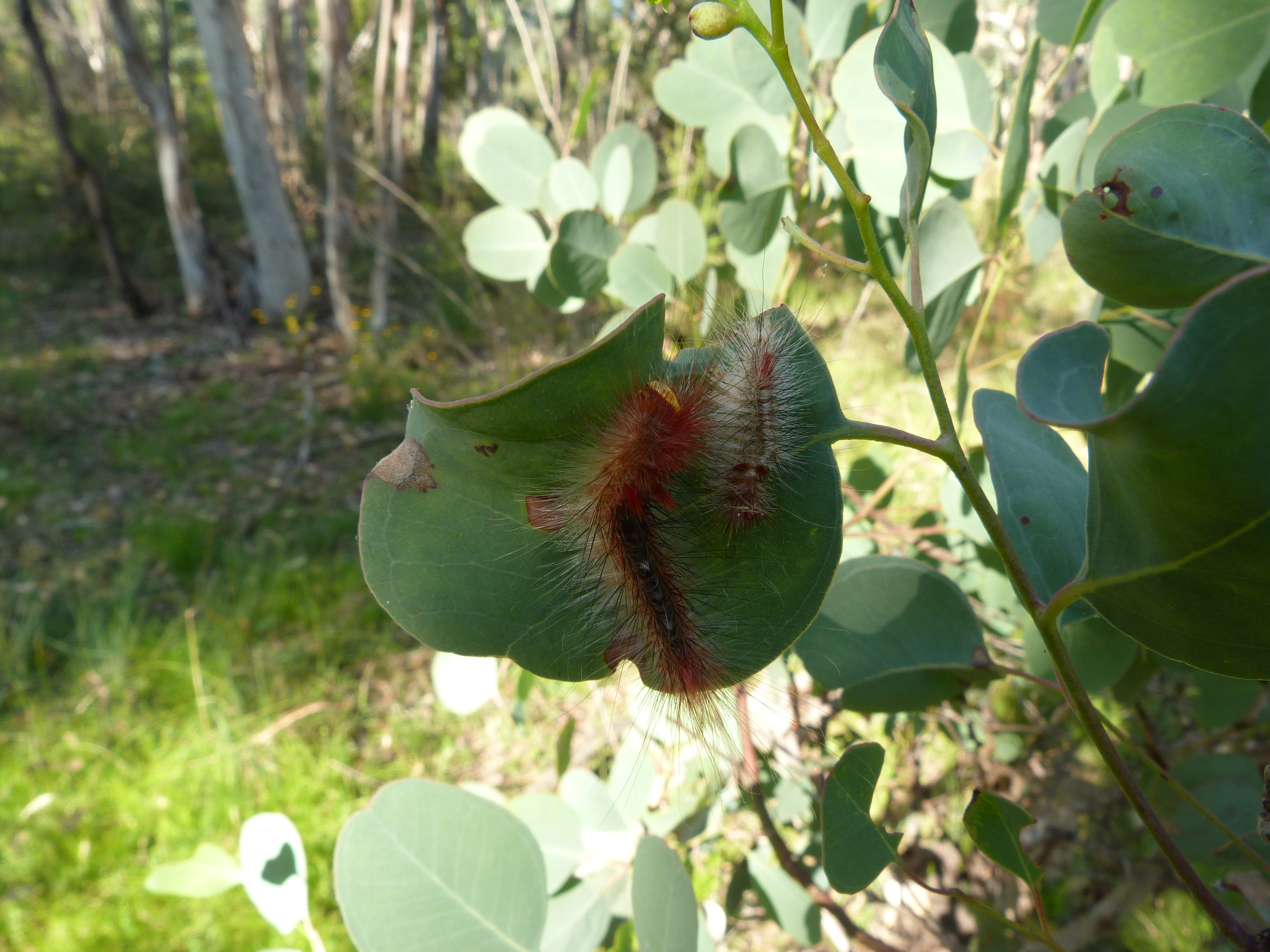
Chenuala heliaspis (Anthelidae, Anthelinae)

### Pupe

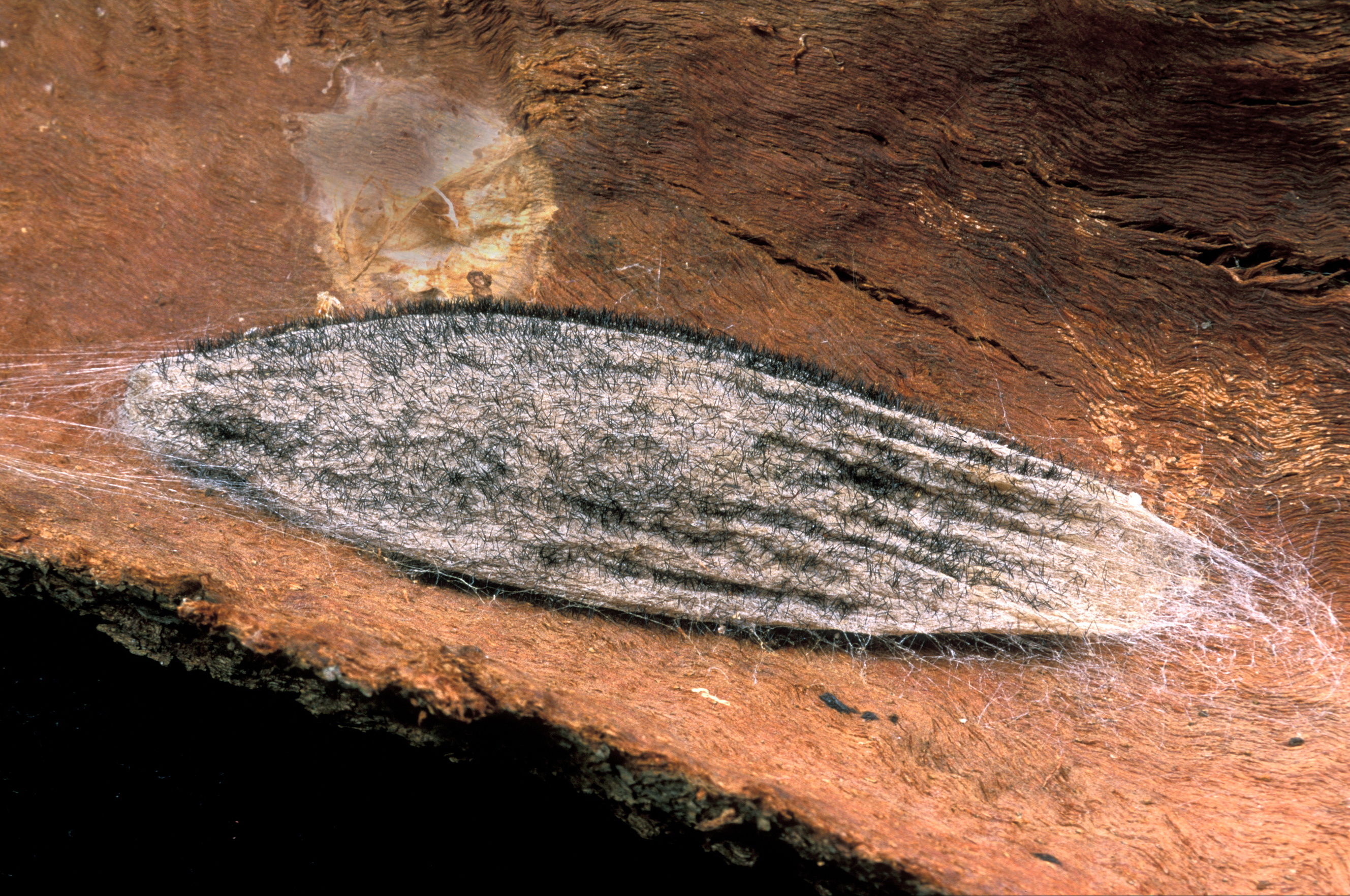
Bozzolo di Chelepteryx collesi (Anthelidae, Anthelinae)
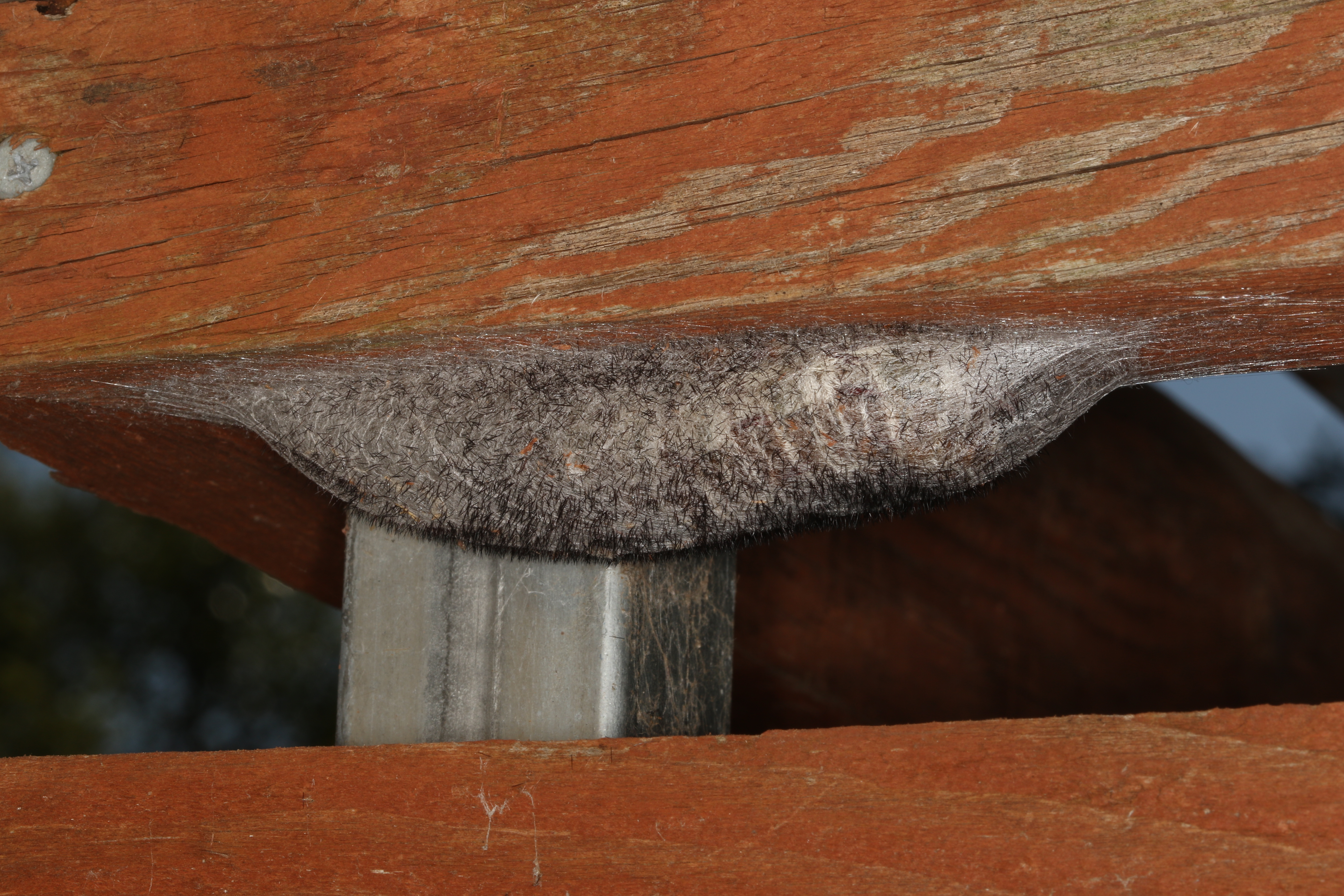
Bozzolo di Chelepteryx collesi (Anthelidae, Anthelinae)

## Conservazione
Nessuna specie appartenente a questa famiglia è stata inserita nella Lista rossa IUCN.

### Testi
- (FR) Bourgogne, J., Ordre des Lépidoptères, in Grassé, P.-P. Traité de Zoologie, fascicolo 10, Parigi, Masson, 1951,  pp. 174-448 + pls. 1-3, ISBN non esistente, LCCN 49002833, OCLC 11807259.
- (DE) Bryk, F., Lymantriidae, collana Lepidopterorum Catalogus, Strand, E., vol. 62, Berlino, Junk, 1934,  p. 441, ISBN non esistente, LCCN 12012878, OCLC 630860100.
- (EN) Capinera, J. L. (Ed.), Encyclopedia of Entomology, 4 voll., 2nd Ed., Dordrecht, Springer Science+Business Media B.V., 2008,  pp. lxiii + 4346, ISBN 978-1-4020-6242-1, LCCN 2008930112, OCLC 837039413.
- (EN) Common, I. F. B., Australian Moths, Slater, E. (Photos), Brisbane, Jacaranda Press, 1963,  pp. 128; 331 figg., ISBN non esistente, LCCN 73028592, OCLC 7401642.
- (EN) Common, I. F. B., Lepidoptera (Moths and butterflies), in CSIRO (ed.). The insects of Australia: a textbook for students and research workers, sponsored by the Division of Entomology, Commonwealth Scientific and Industrial Research Organization, Canberra, I edition, Melbourne, Melbourne University Press, 1970,  pp. xiii, 1029, ISBN 9780522838374, LCCN 70461097, OCLC 907783264.
- (EN) Common, I. F. B., Moths of Australia, Slater, E. (fotografie), Carlton, Victoria, Melbourne University Press, 1990,  pp. vi, 535, 32 con tavv. a colori, ISBN 9780522843262, LCCN 89048654, OCLC 220444217.
- (DE) Döring, E., Zur Morphologie der Schmetterlingseier, Berlino, Akademie-Verlag, 1955,  pp. 154+61 pls, ISBN non esistente, OCLC 878434434.
- (EN) Eaton, J. L., Lepidopteran Anatomy, New York; Chichester; Brisbane, J. Wiley & Sons, cop., marzo 1988,  pp. xiii; 257, ISBN 9780471058625, LCCN 87025226, OCLC 468136425.
- (DE) Felder, C., Reise der österreichischen Fregatte Novara um die Erde in den Jahren 1857, 1858, 1859, unter den Befehlen des Commodore Bernhard von Wüllerstorf-Urbair (PDF), parte 9, vol. 2(2), Vienna, Aus der Kaiserlich-Königlichen Hof- und Staatsdruckerei, in Commission bei Karl Gerold's Sohn, 1861,  pp. 1-39; tavv. 1-140, DOI:10.5962/bhl.title.1597, ISBN non esistente, OCLC 174025314.
- (EN) Fletcher, D. S. and Nye, I. W. B., The Generic names of moths of the world (PDF), Vol. 4, Bombycoidea, Castnioidea, Cossoidea, Mimallonoidea, Sesioidea, Sphingoidea, Zygaenoidea, Londra, Trustees of the British Museum (Natural History), 1982,  p. 192, DOI:10.5962/bhl.title.119597, ISBN 9780565008482, OCLC 55566822.
- (EN) Franclemont, J. G., The moths of America north of Mexico, including Greenland. Fasc. 20.1, Mimallonoidea: Mimallonidae; and Bombycoidea: Apatelodidae, Bombycidae, Lasiocampidae, a cura di Richard B. Dominick, fotografie di Richard B. Dominick e Charles Edwards; disegni di Elaine R. Hodges, Londra, E.W. Classey and R.B.D. Publications, 1973,  pp. 1-86 + i-viii, ISBN 9780900848520, LCCN 86149225, OCLC 810583773.
- (EN) Grimaldi, D. A.; Engel, M. S., Evolution of the insects, Cambridge [U.K.]; New York, Cambridge University Press, maggio 2005,  pp. xv + 755, ISBN 978-0-521-82149-0, LCCN 2004054605, OCLC 56057971.
- (DE) Handlirsch, A., Lepidoptera (Schmetterlinge), in Schröder, C. (ed.). Handbuch der Entomologie, Vol. 3, Jena, Verlag von Gustav Fischer, 1925,  pp. 852-941, ISBN non esistente, OCLC 872344571.
- (FR) Hulstaert, G., Lepidoptera Heterocera. Fam. Anthelidae, in Wytsman, P. (ed.). - Genera Insectorum, Vol. 191, Bruxelles, Verteneuil & Desmet, 1928,  pp. 1-13 +1 tav., ISBN non esistente, LCCN sn87028360, OCLC 313241437.
- (EN) Kristensen, N. P. (Ed.), Handbuch der Zoologie / Handbook of Zoology, Band 4: Arthropoda - 2. Hälfte: Insecta - Lepidoptera, moths and butterflies, Kükenthal, W. (Ed.), Fischer, M. (Scientific Ed.), Teilband/Part 35: Volume 1: Evolution, systematics, and biogeography, ristampa 2013, Berlino, New York, Walter de Gruyter, 1999  [1998],  pp. x, 491, ISBN 978-3-11-015704-8, OCLC 174380917.
- (EN) Parker, S. B. (Ed.), Synopsis and classification of living organisms, vol. 2, New York, McGraw-Hill, 1982,  p. 1119, ISBN 9780070790315, LCCN 81013653, OCLC 7732464.
- (FR) Portier, P., La biologie des Lépidoptères, collana Encyclopédie entomologique série A: travaux généraux, Vol. 23, Parigi, Lechevalier, 1949,  p. 644, ISBN non esistente, LCCN 50026595, OCLC 902254424.
- Schenkl, F.; Brunetti, F., Dizionario Greco-Italiano/Italiano-Greco, a cura di Meldi, D., collana La creatività dello spirito, Berrettoni G. (nota bibliografica), La Spezia, Casa del Libro - Fratelli Melita Editori, dicembre 1991  [1990],  p. 77, ISBN 978-88-403-6693-7, OCLC 797548053.
- (EN) Scoble, M. J., The Lepidoptera: Form, Function and Diversity, seconda edizione, London, Oxford University Press & Natural History Museum, 2011  [1992],  pp. xi, 404, ISBN 978-0-19-854952-9, LCCN 92004297, OCLC 25282932.
- (EN) Seitz, A., Family: Endromididae (PDF), in Seitz, A. (ed.). The Macrolepidoptera of the world: a systematic description of the known Macrolepidoptera, Vol. 2, Stoccarda, Fritz Lehmann Verlag, 1913  [1911],  pp. 193-194, DOI:10.5962/bhl.title.61923, ISBN non esistente, LCCN unk82065024, OCLC 29170950.
- (DE) Seitz, A., Die gross-schmetterlinge der erde: Eine systematische bearbeitung der bis jetzt bekannten gross-schmetterlinge. In verbindung mit namhaftesten ten fachmännern, Vol. 6, Stoccarda, 1940  [1929],  p. 713, ISBN non esistente, LCCN sv89027820, OCLC 833078625.
- (EN) Stehr, F. W. (Ed.), Immature Insects, 2 volumi, seconda edizione, Dubuque, Iowa, Kendall/Hunt Pub. Co., 1991  [1987],  pp. ix, 754, ISBN 978-0-8403-3702-3, LCCN 85081922, OCLC 13784377.
- (EN) Swinhoe, C., Catalogue of eastern and Australian Lepidoptera Heterocera in the collection of the Oxford University Museum (PDF), Part I. Sphinges and Bombyces, Oxford, Clarendon Press, 1892,  pp. 1-324, ISBN non esistente, OCLC 903998282.
- (EN) Tillyard, R. J., The Insects of Australia and New Zealand, with eight plates in colour by P. Tillyard, Sydney, Australia, Angus & Robertson, 1926,  pp. xv + 560 + 44 pls., ISBN non esistente, LCCN 27026613, OCLC 258356202.
- (EN, LA) Walker, F., List of the specimens of lepidopterous insects in the collection of the British Museum (PDF), parti 4-6, Londra, Order of the Trustees, 1855  [1854-66],  pp. 778-1507, DOI:10.5962/bhl.title.58221, ISBN non esistente, LCCN agr04000350, OCLC 257830843.
- (EN, LA) Walker, F., List of the specimens of lepidopterous insects in the collection of the British Museum (PDF), parti 31-32, Londra, Order of the Trustees, 1865  [1854-66],  pp. 2-706, DOI:10.5962/bhl.title.58221, ISBN non esistente, LCCN agr04000350, OCLC 257830843.
- (EN) Zborowski, P. & Edwards, T., A Guide to Australian Moths, Collingwood, Victoria, CSIRO, 2007,  pp. x; 214, ISBN 9780643091597, LCCN 2007408402, OCLC 266969305.